# Marqués de Sade
Donatien Alphonse François de Sade, más conocido nobiliariamente por su título de marqués de Sade (París, 2 de junio de 1740-Charenton-Saint-Maurice, Val-de-Marne; 2 de diciembre de 1814), fue un escritor, ensayista, filósofo, libertino, activista político y noble francés conocido por sus novelas libertinas y su encarcelamiento por delitos sexuales, blasfemia y pornografía. Sus obras incluyen novelas, cuentos, obras de teatro, diálogos y tratados políticos. Algunos de ellos se publicaron bajo su propio nombre durante su vida, pero la mayoría aparecieron de forma anónima o póstuma. Entre sus obras están Los crímenes del amor, Aline y Valcour y numerosas obras de diversos géneros. También le son atribuidas Justine o los infortunios de la virtud, Juliette o las prosperidades del vicio y La filosofía en el tocador, entre otras.
Le es atribuida también la famosa novela Los 120 días de Sodoma o la escuela de libertinaje, que fue publicada recién en 1904 y que sería su obra más famosa. Fue adaptada al cine en 1975 por el autor y cineasta neorrealista italiano Pier Paolo Pasolini.
En sus obras son característicos los antihéroes, protagonistas de violaciones y de disertaciones en las que justifican sus actos, según algunos pensadores, mediante sofismas. La expresión de un ateísmo radical, además de la descripción de parafilias y actos de violencia, son los temas más recurrentes de sus escritos, en los que prima la idea del triunfo del vicio sobre la virtud.
Fue encarcelado bajo el Antiguo Régimen, la Asamblea Revolucionaria, el Consulado y el Primer Imperio francés, pasando veintisiete años de su vida encerrado en diferentes fortalezas y «asilos para locos». Sade luego se referiría a este período en 1803 diciendo: «Los entreactos de mi vida han sido demasiado largos». También figuró en las listas de condenados a la guillotina.
Protagonizó varios incidentes que se convirtieron en grandes escándalos. En vida, y después de muerto, le han perseguido numerosas leyendas. Sus obras estuvieron incluidas en el Index librorum prohibitorum (Índice de libros prohibidos) de la Iglesia católica.
A su muerte era conocido como el autor de la «infame» novela Justine, por lo que pasó los últimos años de su vida encerrado en el manicomio de Charenton. Dicha novela fue prohibida, pero circuló clandestinamente durante todo el siglo XIX y mitad del siglo XX, influyendo en algunos novelistas y poetas, como Flaubert, que en privado lo llamaba «el gran Sade», Dostoyevski, Swinburne, Rimbaud o Apollinaire, quien rescató su obra del «infierno» de la Biblioteca Nacional de Francia, y que llegó a decir que Sade fue «el espíritu más libre que jamás ha existido».
André Breton y los surrealistas lo proclamaron «Divino Marqués» en referencia al «Divino Aretino», primer autor erótico de los tiempos modernos (siglo XVI). Aún hoy su obra despierta los mayores elogios y las mayores repulsas. Georges Bataille, entre otros, calificó su obra como «apología del crimen».
Su nombre ha pasado a la historia convertido en sustantivo. Desde 1834, la palabra «sadismo» aparece en el diccionario en varios idiomas para describir la propia excitación producida al cometer actos de crueldad sobre otra persona.

## Biografía
Para escribir historia es necesario que no exista ninguna pasión, ninguna preferencia, ningún resentimiento, lo que es imposible evitar cuando a uno le afecta el acontecimiento. Creemos simplemente poder asegurar que para describir bien este acontecimiento o al menos para relatarlo justamente, es preciso estar algo lejos de él, es decir, a la distancia suficiente para estar a salvo de todas las mentiras con las que pueden rodearle la esperanza o el terror.
Marqués de Sade, Historia secreta de Isabel de Baviera, reina de Francia (Prefacio)

Escudo de armas de la Casa de Sade: «Gules con una estrella de oro ornada de un águila de sable cebo y diademada de gules». Privilegio obtenido por Elzéar de Sade del emperador Segismundo de Luxemburgo en 1416.

En la biografía de Sade podemos encontrar dos incidentes: uno, el escándalo de Arcueil, un encuentro con una prostituta, y el otro, el caso de Marsella, un día de orgía en el que las muchachas, prostitutas también, resultaron intoxicadas probablemente por la comida y difícilmente por caramelos de cantárida. Los dos acontecimientos se convirtieron en grandes escándalos que traspasaron las fronteras de Francia. Poco más sobresaliente encontramos de escandaloso en la biografía de Sade que no sea sospechoso de formar parte de su leyenda:

Cuando se ha perseguido a un escritor durante más de 150 años como si fuera un personaje cruel e inhumano, se espera, en lo que concierne a la descripción de su vida, algo así como la biografía de un monstruo. Pero la vida del marqués de Sade resulta mucho menos aberrante de lo que uno teme y lo que realmente puede calificarse de espantoso es el destino que le acechó mientras vivía.
Walter Lenning, Biografía del marqués de Sade (primer párrafo)

Las novelas del marqués de Sade, calificadas por Georges Bataille como «apología del crimen», aquellas por las que ya en vida se le diagnosticase «demencia libertina», aun estando prohibidas, circularon clandestinamente durante todo el siglo XIX y medio siglo XX, hasta que se normalizó su publicación. La repulsa de estas novelas provocó que en el siglo XIX se agrandara una leyenda que alcanza a nuestros días:

He aquí un nombre que todo el mundo conoce y que nadie pronuncia: tiembla la mano al escribirlo y, cuando se lo pronuncia, en los oídos resuena un sonido lúgubre [...] Los libros del marqués de Sade han asesinado más niños que los que podrían matar veinte mariscales de Retz, los siguen asesinando aún [...] Rodeaba a este hombre un aire pestilente que lo hacía odioso a todo el mundo [...] Hoy en día, es un hombre a quien todavía se honra en las cárceles; allí es el dios, allí es el rey, allí es esperanza y orgullo. ¡Qué historia! Pero, ¿por dónde comenzar, qué aspecto enfocar de este monstruo y quién nos asegurará que en esta contemplación, aunque realizada a distancia, no nos alcanzará alguna salpicadura lívida?
Jules Janin, Revue de Paris, 1834.

A principios del siglo XX, Apollinaire rescata la obra de Sade del «infierno» de la Biblioteca Nacional de Francia y reivindica su figura, y André Breton y los surrealistas lo ensalzan. Desde entonces, junto a biografías que intentan acercarse a la realidad del personaje, como las de Maurice Heine y Gilbert Lely, surgen otras muchas que recrean la leyenda más o menos abiertamente. Así narraba Guy de Massillon en 1966 el escándalo de Marsella:

Algunas mujeres gritan histéricamente, otras, dominadas por un fuerte temblor, se arrojan al piso donde se revuelven sin parar. Otras mujeres han empezado a desnudarse en tanto lanzan gemidos de intenso e insatisfecho placer (todo, consecuencia de la pócima afrodisíaca suministrada por Sade). Pero no son ellas las únicas en sufrir esa extraña enfermedad colectiva. También los hombres van de aquí para allá, como perros rabiosos, gesticulando, gritando obscenidades y luego… Luego se suceden escenas del más crudo sexualismo. […] Una mujer casi completamente desnuda se asoma al balcón ofreciéndose a los hombres, otras siguen su ejemplo, una de ellas, más frenética que otras, se lanza de cabeza al vacío.
Guy de Massillon, El goce y la crueldad, 1966.

En 1909, Apollinare escribió: «La biografía completa del marqués de Sade no se ha escrito todavía, pero no hay duda de que, reunidos todos los materiales, será posible en breve establecer la existencia de un hombre notable que aún permanece en el misterio y sobre el cual han corrido y corren gran número de leyendas».

### Infancia y adolescencia
Ser cortés, honrado, orgulloso sin arrogancia, solícito sin palabras insulsas; satisfacer con frecuencia las pequeñas voluntades cuando no nos perjudican, ni a nosotros ni a nadie; vivir bien, divertirse sin arruinarse ni perder la cabeza; pocos amigos, quizá porque no existe ninguno verdaderamente sincero y que no me sacrificara veinte veces si entrara en juego el más ligero interés por su parte.
Sade, carta a su padre, 12 de agosto de 1760, en el campamento de Obertestein.

El 2 de junio de 1740 nace Donatien Alphonse-François, hijo único de Jean-Baptiste François Joseph de Sade y de Marie Éléonore de Maillé, de sangre borbónica. La casa dinástica de los Sade era de las más antiguas de Provenza. Entre sus antepasados se cuenta Hugues III, que desposó a Laura de Noves, inmortalizada en los versos del poeta Petrarca.
Nace en el Hôtel de Condé, palacio de los príncipes de Condé, y allí pasará su primera infancia, pues su madre es dama de compañía de la princesa. Fue bautizado el día después de su nacimiento en la iglesia de Saint-Sulpice de París. Su nombre de pila debió ser Louis Aldonse Donatien, pero un error durante la ceremonia del bautizo lo dejó en Donatien Alphonse François. Durante sus primeros años será educado junto al príncipe Luis José de Borbón-Condé.

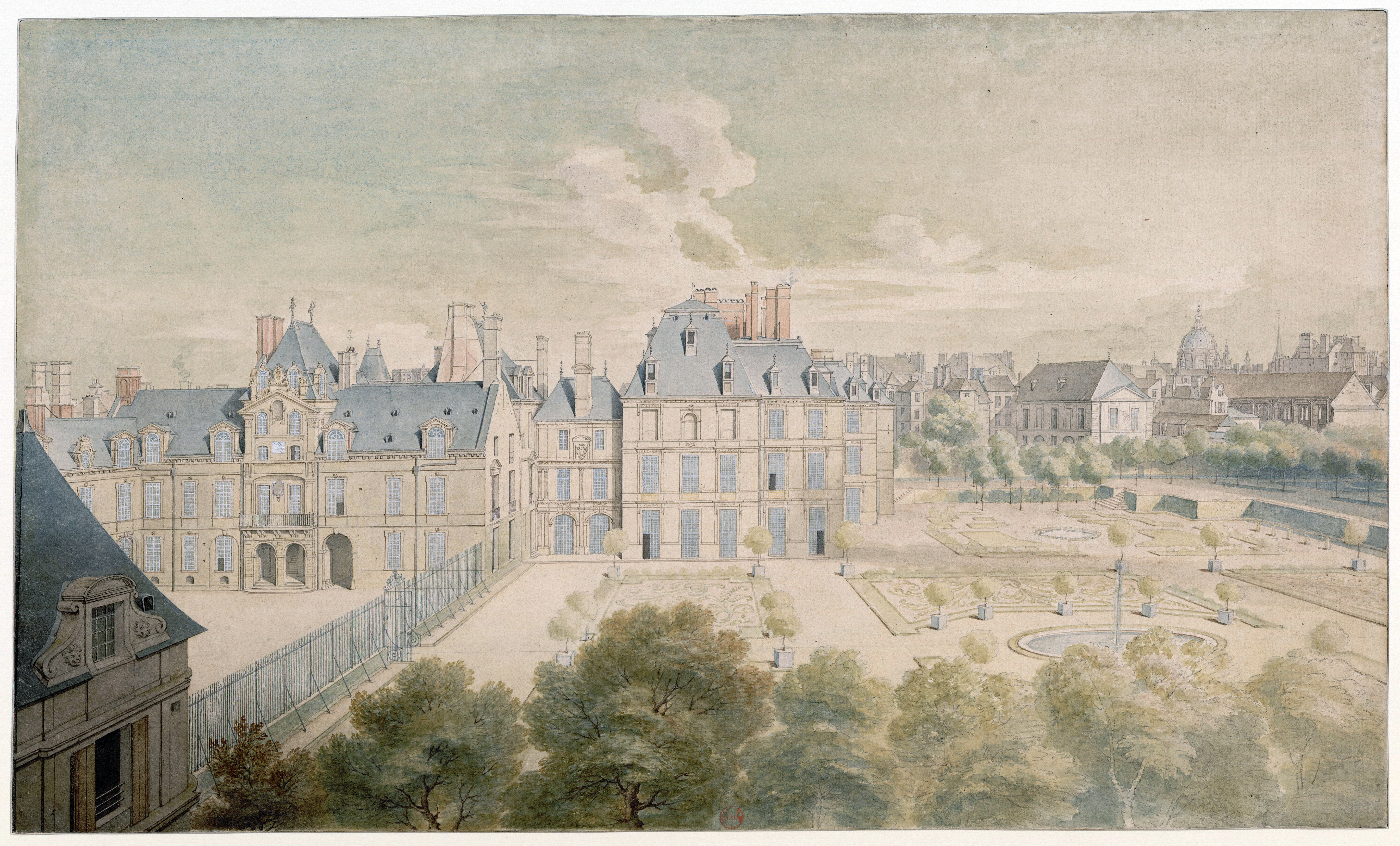
Hôtel de Condé, palacio de los príncipes de Condé, lugar de nacimiento de Sade en París.

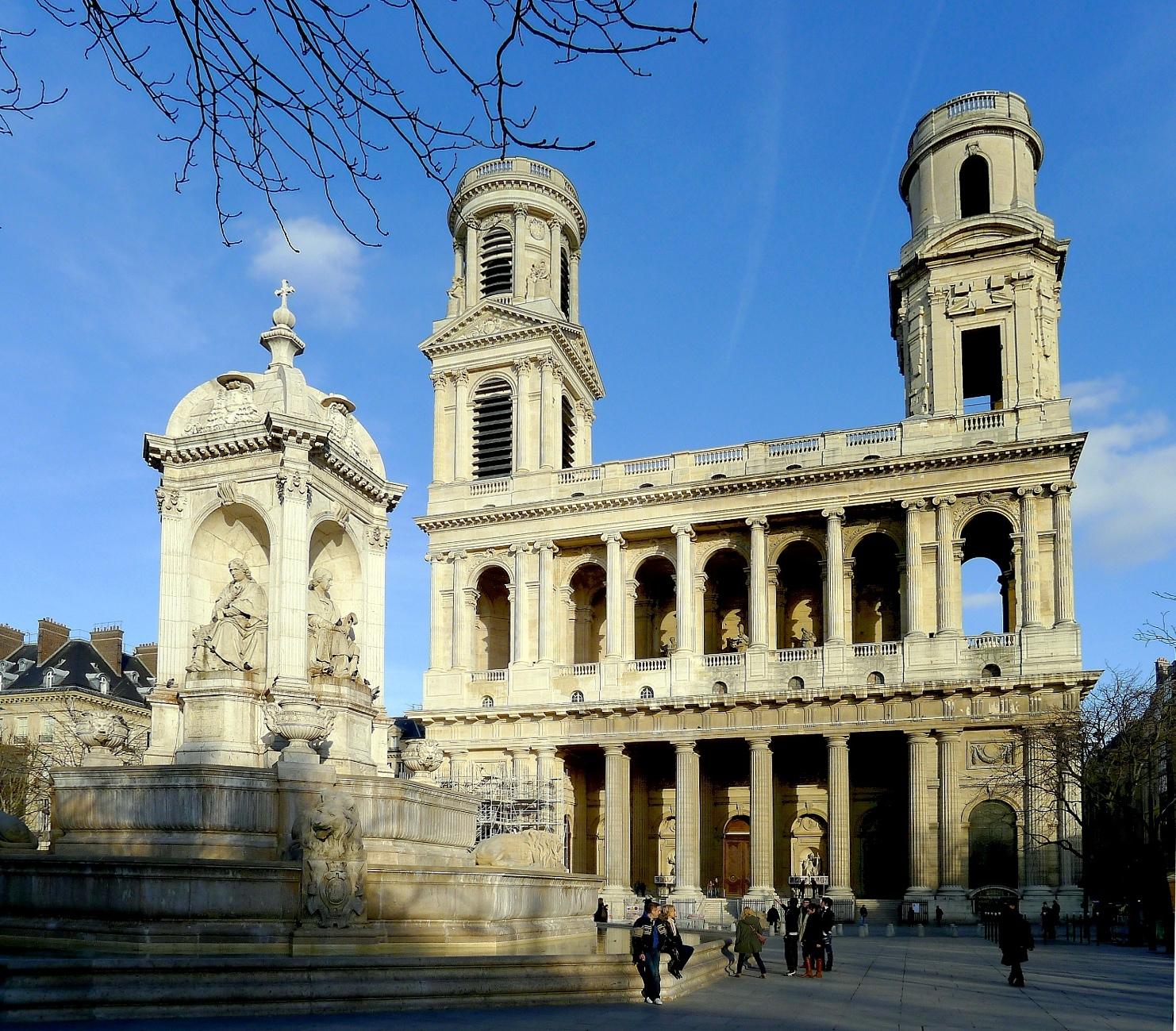
Iglesia de Saint-Sulpice, en París, donde Sade fue bautizado el 3 de junio de 1740.

Cuando Donatien cuenta 4 años de edad, Marie Eléonore abandona el empleo de dama de compañía de la princesa para acompañar a su esposo en los viajes a los que le obliga su condición de diplomático al servicio del príncipe-elector de Colonia. Donatien es enviado al castillo de Saumane el 14 de agosto de 1744, quedando a cargo de su abuela y de sus tías paternas. Por indicación de su padre, su tío paterno Jacques François Paul Aldonce de Sade, entonces abad de Saint-Léger d'Ebreuil, escritor, comentarista de la obra de Petrarca y libertino afamado, lo lleva consigo el 24 de enero de 1745 para encargarse de su educación, en el monasterio benedictino de Saint-Léger d'Ebreuil. A Donatien se le asigna como tutor al abad Jacques Francois Amblet, quien le acompañará durante gran parte de su vida. En su encierro en diferentes fortalezas, Donatien compartirá sus obras con Amblet para que las lea y las comente. En ese tiempo, Amblet continuará dándole consejos literarios. Sin que exista constancia de la fecha, cuando Donatien cuenta seis o siete años de edad, su madre ingresa en un convento de París.
En 1750, con 10 años, Donatien vuelve a París en compañía del abad Amblet e ingresa en el prestigioso colegio jesuita Louis-le-Grand. Desde temprana edad se entregó a la lectura. Leía todo tipo de libros, pero prefería las obras de filosofía e historia y, sobre todo, los relatos de viajeros, que le proporcionaban información sobre las costumbres de pueblos lejanos. Durante su estancia en Louis-le-Grand aprendió música, danza, esgrima y escultura. Además, como era habitual en los colegios jesuitas, se interpretaban numerosas obras teatrales. Mostró mucho interés por la pintura, y pasaba horas enteras en las galerías de cuadros que desde entonces estaban abiertas al público en el Louvre. Además, aprendió italiano, provenzal y alemán.
El 24 de mayo de 1754, cuando todavía no había cumplido los 14 años, ingresa en la academia militar. El 17 de diciembre de 1755 accede, con el grado de subteniente honorario, al Regimiento de Caballería Ligera de la Guardia del Rey (École des Chevaux-légers), pasando a formar parte de la élite del ejército francés. Al año siguiente es nombrado segundo teniente en el Regimiento Real de Infantería.

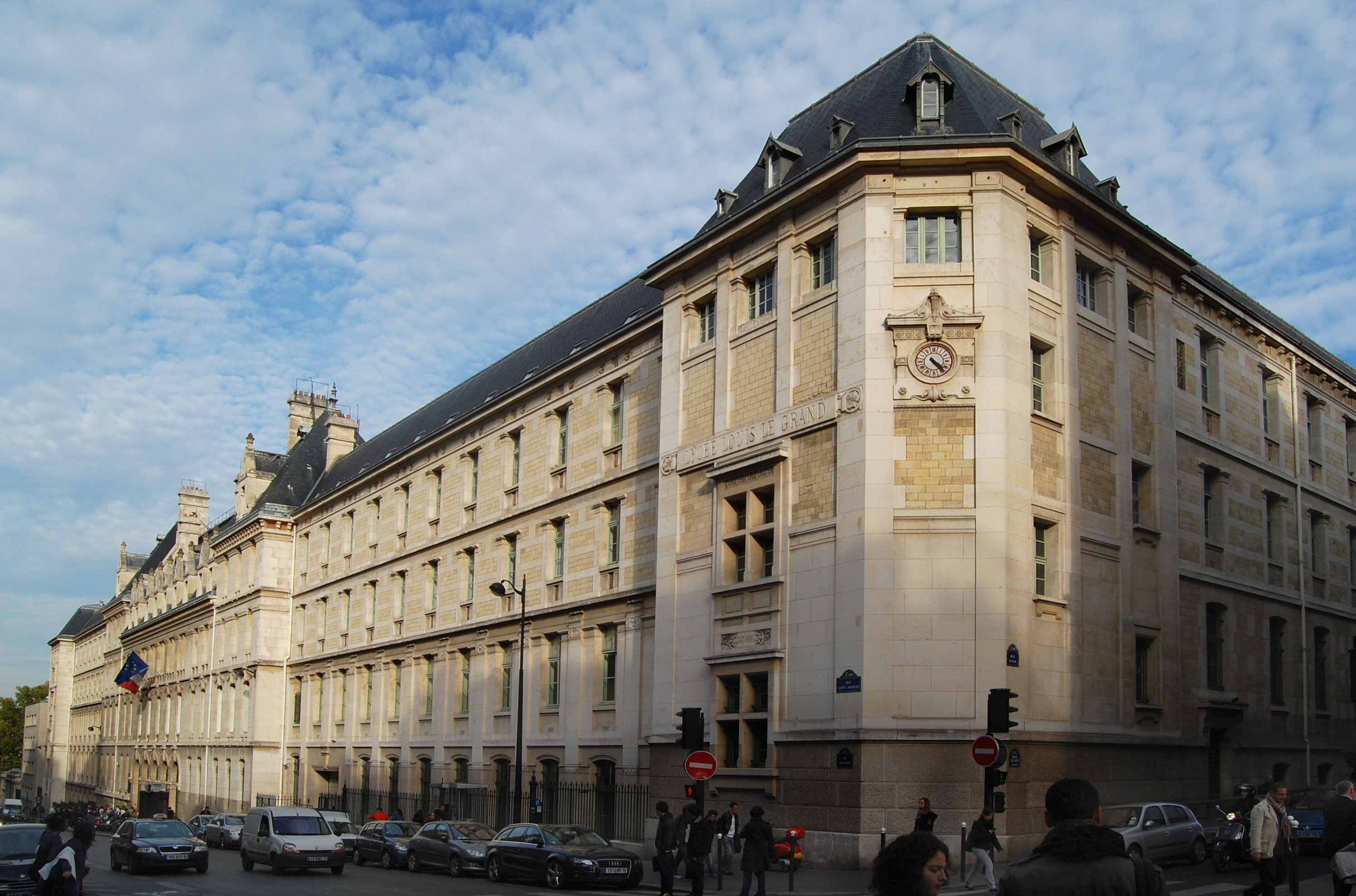
Fachada del Liceo Louis-le-Grand, colegio jesuita al que ingresó a estudiar Sade a la edad de 10 años.

El 19 de mayo de 1756 se declara la Guerra de los Siete Años. Donatien, que aún no ha cumplido los 16 años, recibe su bautismo de fuego: con el grado de teniente, al mando de cuatro compañías de filibusteros, participa en la toma de Mahón a los ingleses bajo las órdenes del Conde de Provenza. Una crónica de La Gaceta de París informa: «El marqués de Briqueville y el señor de Sade atacaron con energía la fortaleza y tras un acalorado y mortífero intercambio de fuego, consiguieron, mediante ataques frontales, tomar el objetivo y establecer una cabeza de puente». En ese asalto murieron más de cuatrocientos franceses. Más tarde lo trasladarían al frente de Prusia. El 14 de enero de 1757, ya en Prusia, le nombran portaestandarte en el Regimiento de Carabineros del Rey, y el 21 de abril le ascienden a capitán de la caballería de Borgoña. Según Jacques-Antoine Dulaure (Liste des noms des ci-devant nobles, París, 1790), en aquella época Sade habría viajado por Europa hasta Constantinopla.
En su novela Aline y Valcour, escrita durante su confinamiento en la Bastilla, encontramos un pasaje probablemente referido a su infancia y adolescencia que se considera autobiográfico.
Matrimonio

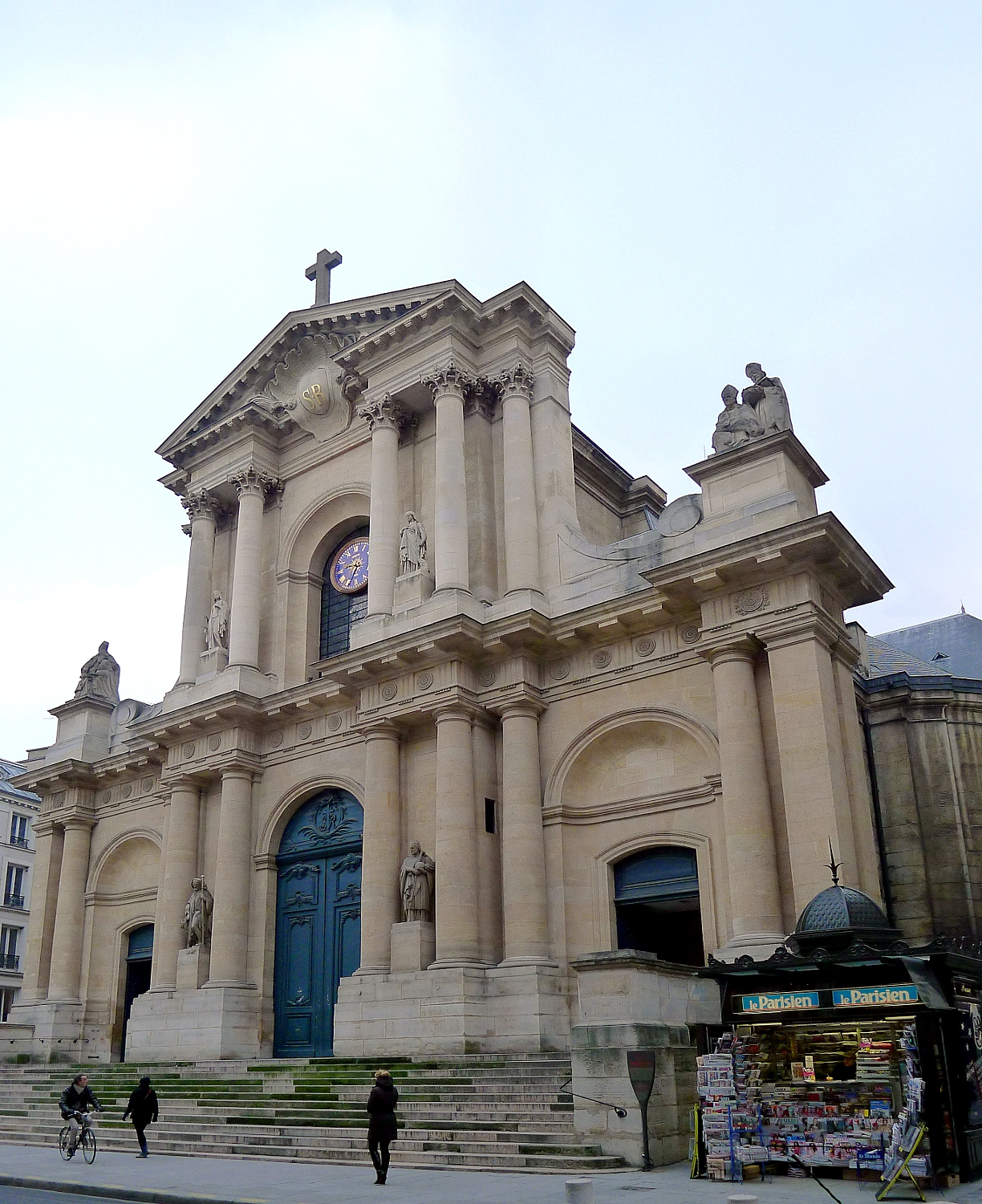
Iglesia de Saint-Roch, en París, en donde se casó el marqués de Sade el 17 de mayo de 1763.

El 10 de febrero de 1763 se firma el Tratado de París, que pone fin a la guerra. Donatien es licenciado y regresa a Lacoste. Durante los meses siguientes, su padre negocia su boda con la hija mayor de los Montreuil, familia perteneciente a la nueva nobleza, con una excelente posición económica e influencias en la Corte.
Donatien, enamorado de una jovencita de la nobleza de Lacoste, la señorita de Laurais, de Vacqueyras, y que ya había expresado a su padre sus deseos de casarse por amor, accede sin embargo a la imposición paterna. El 1 de mayo los reyes dan su consentimiento en presencia de las dos familias y la llamativa ausencia de Donatien. El 15 de mayo se firma el contrato matrimonial entre Donatien de Sade y Renèe-Pélagie Cordier de Launay de Montreuil. Es en ese momento cuando Donatien y Renèe se ven por primera vez, casándose dos días después, el 17 de mayo, en la iglesia de Saint-Roch de París. El matrimonio tendría tres hijos: Louis-Marie, nacido un año después de la boda, Donatien-Claude-Armand y Madeleine-Laure.

### Escándalos
El matrimonio Sade se instala, después de la boda, en el castillo de Échaffars, en Normandía, propiedad de la familia de Renèe. Transcurridos cinco meses surge el primer incidente. Sade viaja a París, y el 29 de octubre de 1763 es arrestado y conducido a la fortaleza de Vincennes por orden del rey. Se desconocen los motivos últimos de este arresto, que en todo caso está relacionado con una o varias jornadas de libertinaje y un misterioso manuscrito. Sade pasa 15 días encerrado hasta que la familia de su esposa se hace cargo de él y retorna a Échaffars con la orden de no abandonar la provincia sin la autorización real.

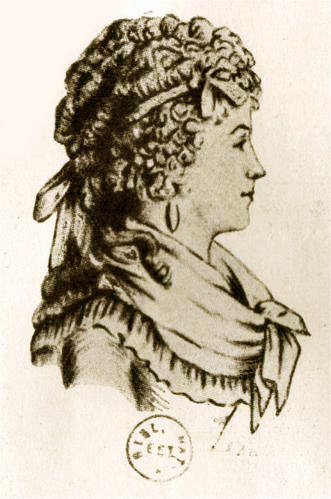
Renèe-Pélagie Montreuil de Sade, esposa del marqués.

El 3 de abril de 1764 recibe un permiso del Rey que le autoriza a permanecer en París durante tres meses. El 17 de mayo se encarga de la dirección de un teatro en Évry, a 30 km de París, en el que se representarán obras de autores contemporáneos, pudiendo Sade haber protagonizado alguna de ellas. El 26 de mayo toma posesión de su cargo de teniente general gobernador de Bourg-en-Bresse, Ambérieu-en-Bugey, Champagne-en-Valromey y Gex ante el parlamento de Dijon. Ese verano lo pasa en París y el 11 de septiembre es revocada definitivamente la orden real de confinamiento.
A finales de 1764, el matrimonio Sade se encuentra instalado en París, también en el domicilio de los Montreuil. Sade toma sucesivamente varias amantes y recurre con asiduidad a los servicios de prostitutas. Si hacemos caso a esta carta, Sade en aquella época todavía añoraba una boda por amor:

Los días, que en un matrimonio por conveniencia sólo traen consigo espinas, hubieran dejado que se abrieran rosas de primavera. Cómo hubiese recogido esos días que ahora aborrezco. De la mano de la felicidad se hubieran desvanecido demasiado deprisa. Los años más largos de mi vida no tendrían suficiente para ponderar mi amor. En veneración continua me arrodillaría a los pies de mi mujer y las cadenas de la obligación, siempre recubiertas de amor, habrían significado para mi corazón arrebatado sólo grados de felicidad. ¡Vana ilusión! ¡Sueño demasiado sublime!
Carta del marqués de Sade

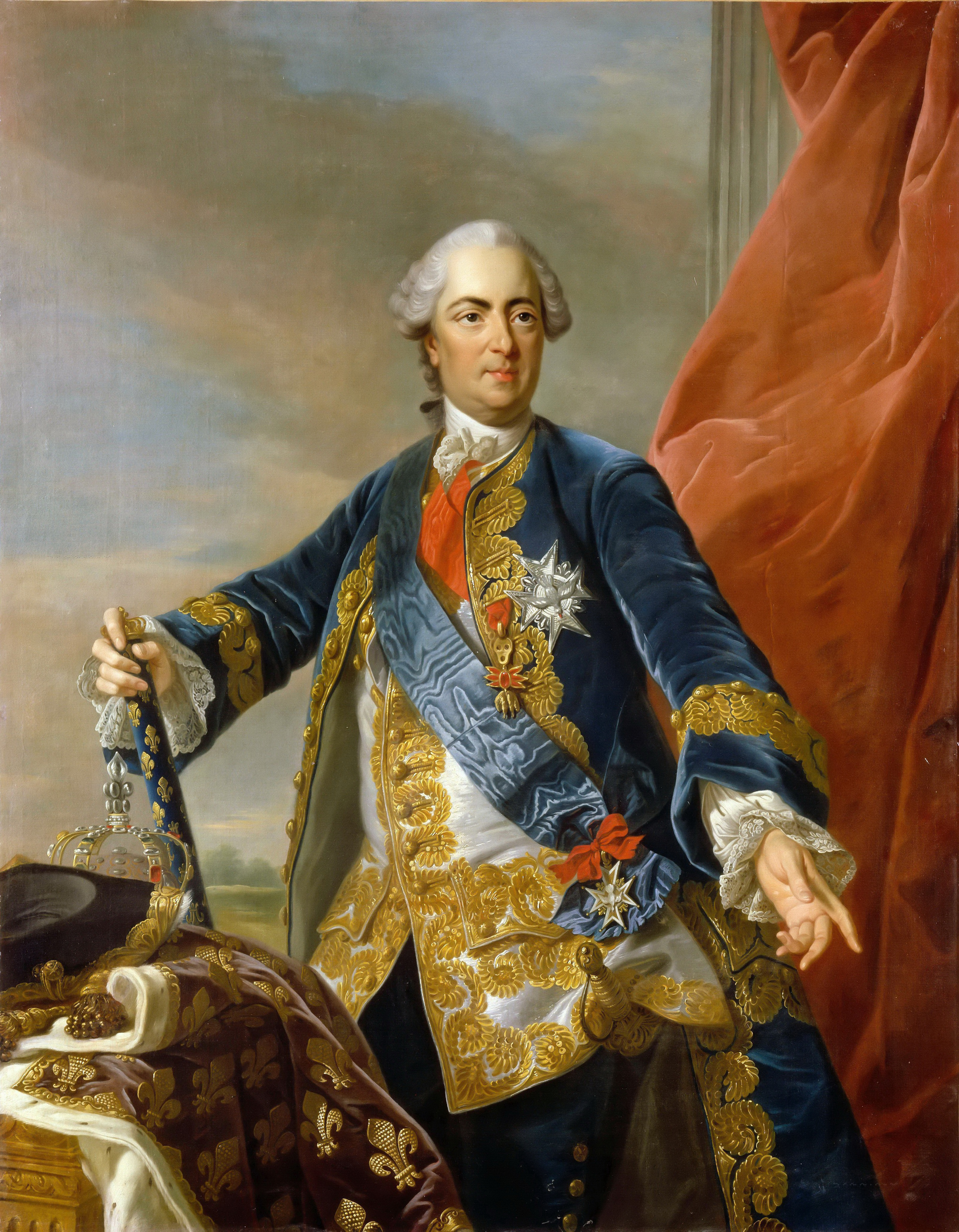
El rey Luis XV se mantenía informado de la vida sexual de la nobleza gracias a los informes del inspector de policía Marais.

La vida licenciosa de Sade figura en aquella época en los diarios del inspector Marais. Marais dependía directamente del teniente general de policía Antoine de Sartine, seguía las actividades licenciosas de los miembros de la Corte, incluidos los miembros de sangre real, y se encargaba de elaborar los diarios que Sartine entregaba a Luis XV y Madame de Pompadour para su entretenimiento. En ellos se hace referencia a sus aventuras con la actriz Mlle. Colette, que comparte como amante con otro noble de la época.
En uno de sus informes, Marais escribe: «El Sr. Marqués de Lignerac, por imposición de su familia, se ha visto absolutamente forzado a dejar a la señorita Colette, actriz en los Italianos y a abandonarla completamente al Sr. Marqués de Sade, quien por su parte se encuentra muy turbado, ya que no es lo bastante rico como para sostener por sí solo la carga de una mujer del espectáculo». Sade finalmente cortará su relación con Mlle. Colette por intervención de su suegra. Una vez rota la relación, toma como amantes a otras actrices y bailarinas.
En 1765 toma como amante a la Beauvoisin, una de las cortesanas más cotizadas de la Corte. Sade abandona su domicilio conyugal y la lleva a Lacoste, donde pasará con ella unos meses. En Lacoste no se priva de presentarla y en algunos casos es confundida con su propia esposa. Esto le hace merecer los más duros reproches de su familia. Mme. Montreuil, desde París, se pone en contacto con su tío el abad para hacerle entrar en razón:

¿Usar la fuerza para separarles? Seguramente obtendría sin dificultad del ministro todo lo que le pidiera, pero esto causaría un escándalo y sería peligroso para él: así pues, no debemos hacerlo. […] No le perdáis nunca de vista porque el único modo de tratar con él es no abandonarle ni un solo momento. Así fue como logré el año pasado separarle de Colette y hacerle entrar en razón después de convencerle de que estaba equivocado. Dudo de que ame a ésta con más ardor que a la otra: era un frenesí. Todo ha ido bastante bien desde entonces hasta que esta Cuaresma se ha encaprichado de la de ahora.

Sade pasará junto a la Beauvoisin al menos dos años.
El 24 de enero de 1767 murió su padre, por lo que Donatien, que tenía veintisiete años, heredó varios feudos, así como el título de conde de Sade. Él siguió utilizando su título de marqués como era costumbre en la familia, que utilizaba uno y otro título alternativamente de generación en generación. Su primer hijo, Louis-Marie, nació el 27 de agosto de ese año. Después de la muerte de su padre, podría haber vuelto con la Beauvoisin.
Sade no abandona su vida licenciosa, alternando en la Corte. El 16 de abril de 1767 asciende a capitán comandante en el regimiento del maestre de campo de Caballería, y sigue con su afición al teatro haciendo estrenar varias comedias. También continúa apareciendo en los diarios de Marais.

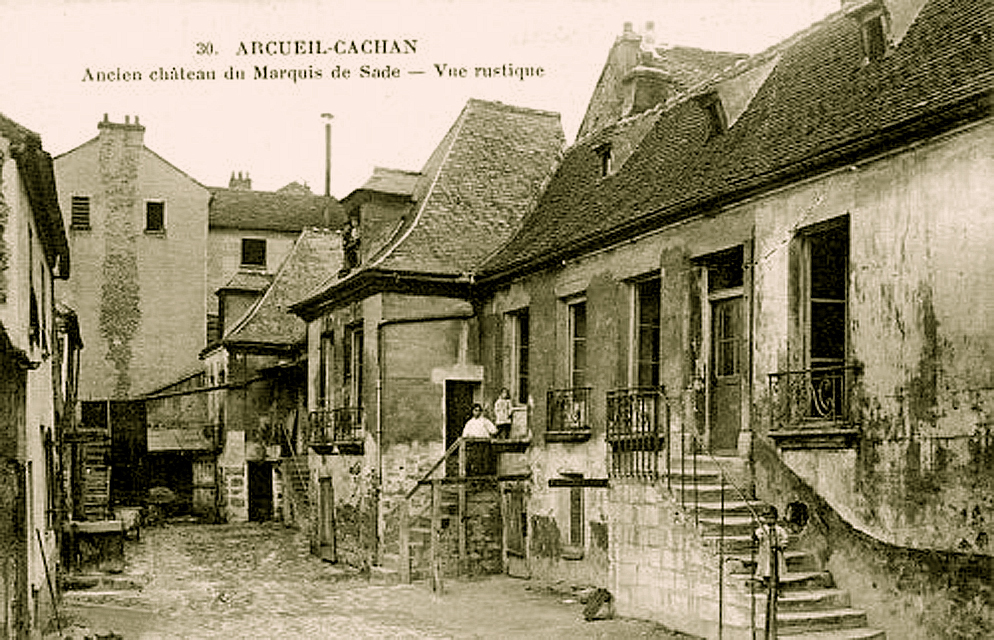
Casa de Arcueil, donde Sade llevó a Rose Keller el domingo 3 de abril de la Semana Santa de 1768.

El 3 de abril de 1768 (Domingo de Pascua) se produce el famoso escándalo de Arcueil. Sade acude a la Plaza de las Victorias de París donde recurre a los servicios de una mujer llamada Rose Keller (en aquel tiempo era lugar frecuentado por prostitutas para vender sus servicios). Rose Keller, más tarde, declara estar mendigando, acusándole de atraerla con engaños a su casa de Arcueil, donde la flageló. Sade, por orden del Rey, fue encerrado en el castillo de Saumur, desde donde fue trasladado después a Pierre-Encise, cerca de Lyon, pasando por la Conciergerie de París para declarar ante el Parlamento. Pasó en prisión siete meses, pero su mayor perjuicio fue que el incidente se convirtió en un escándalo que llegó a traspasar las fronteras de Francia, y en el que las declaraciones de la demandante, deformadas y amplificadas, lo mostraban como un noble disoluto que malhirió a una pobre mendiga para probar una supuesta pócima reparadora.
Recobrada la libertad, el matrimonio Sade vivirá los próximos años en Lacoste. Allí Sade prosigue su afición por el teatro. Monta un teatro en el castillo, donde da representaciones; más adelante forma una compañía profesional y recorre con ella las ciudades cercanas con un repertorio superior a las veinte obras. A finales de 1769 viaja a Holanda, donde logra que le publiquen un manuscrito. Los beneficios de esa publicación sufragan los gastos del viaje.
En el verano de 1772, tiene lugar el «caso de Marsella». Sade, tras un encuentro con varias prostitutas, es acusado de haberlas envenenado con la supuestamente afrodisíaca «mosca española». Tras un día de orgía, dos de las muchachas sufrieron una indisposición que remitió pasados unos días. No obstante, fue sentenciado a muerte por sodomía y envenenamiento, y ejecutado en efigie en Aix-en-Provence el 12 de septiembre.
Sade había huido a Italia al enterarse de que iban a arrestarlo. La leyenda cuenta que huyó en compañía de su cuñada, a la que habría seducido. El 8 de diciembre, se encuentra en Chambéry (Saboya) —entonces parte del reino de Cerdeña—. A instancias de su suegra, la influyente Mme. Montreuil, es detenido por orden del rey de Cerdeña y encerrado en el castillo de Miolans. Mme. Montreuil pide que se le entreguen, con la mayor discreción, sin siquiera ser leídos, unos manuscritos que Sade llevaría consigo. Pasados cinco meses logra evadirse, probablemente con la ayuda de Renée, que viajó hasta Cerdeña disfrazada de hombre para escapar a los controles que había hecho poner su madre para que no lo visitara. Los próximos años los pasará evadido en Italia y probablemente también en España, pasando temporadas en su castillo de Lacoste, donde se encuentra instalada su esposa. Su suegra, que se había convertido en su más encarnizada enemiga, obtuvo una lettre de cachet, que implicaba prisión incondicional, por orden directa del Rey, para lograr su arresto.
Su encarcelamiento en el castillo de Miolans a instancias de su suegra, «la presidenta», fue el preludio de su largo encierro en Vincennes. Desde entonces «la presidenta» no cejó hasta verlo encerrado.

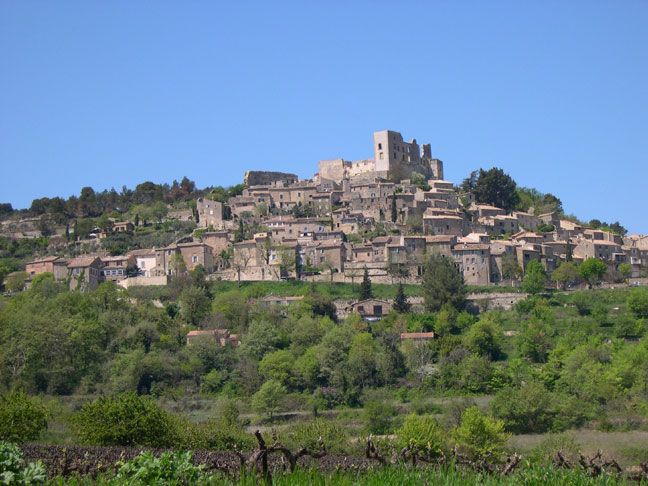
El castillo del marqués de Sade en Lacoste, construido en una de las estribaciones del macizo de Luberon, saqueado e incendiado durante la Revolución Francesa y luego vendido.

En esta época, Renèe se instala en el Castillo de Lacoste y contrata los servicios de seis adolescentes (cinco muchachas y un muchacho). Sade continúa su viaje a través de Italia y probablemente otros países, alternado este viaje con estancias en Lacoste. De esta época es el incidente de las adolescentes que figura en numerosas biografías de Sade.
Durante ese tiempo, Renèe no abandona la labor que ya emprendiese al iniciarse el proceso de Marsella, de defender a Sade. Realiza varios viajes a París para solicitar la casación del proceso, y en 1774 plantea una demanda ante la corte contra su madre. En ella protesta porque su madre, la influyente Mme Montreuil, que ya tiene en su poder una lettre de cachet para encerrar a Sade, lo persigue injustamente: «No persigue a un criminal, sino a un hombre al que considera rebelde a sus órdenes y voluntades».

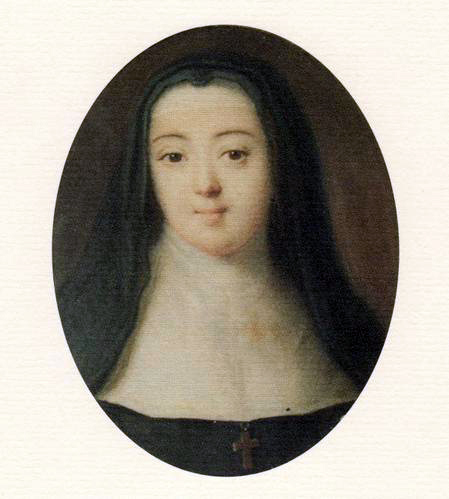
Anne-Prospére de Launay de Montreuil, cuñada de Sade.

Mucho se ha especulado sobre los motivos que llevaron a «la presidenta» a procurar el encarcelamiento de Sade. La mayoría de sus biógrafos, sin que exista ningún documento, ni testimonio que lo avale, recogen como causa la leyenda decimonónica según la cual Sade habría seducido a su cuñada, Anne-Prospére, y se la habría llevado con él a Italia. De lo que existe documentación es del temor de su suegra a lo que Sade pudiera escribir sobre la familia Montreuil.
Sade permanece durante estos años prófugo de la justicia y ha escapado a varios registros de su castillo en Lacoste. Enterado de que su madre estaba agonizando, regresa a París junto con Renèe y, esa misma noche del 13 de febrero de 1777, es finalmente arrestado en el hotel donde se hospedaban y encarcelado en la fortaleza de Vincennes.

De todos los medios posibles que la venganza y la crueldad podían elegir, convenid, Madame, en que habéis elegido el más horrible de todos. Fui a París para recoger los últimos suspiros de mi madre; no llevaba otro propósito que verla y besarla por última vez, si aún existía, o llorarla, si ya había dejado de existir. ¡Y ese momento fue el que usted escogió para hacer de mí, una vez más, su víctima. [...] Pero mi segundo propósito, después de los cuidados que mi madre requería, no consistía más que en aplacarla y calmarla, en entenderme con usted, para tomar con respecto a mi asunto todos los partidos que le hubiesen convenido y que usted me habría aconsejado.
Carta de Sade a madame Montreuil desde Vincennes, febrero de 1777.

Cuando en 1778 Renèe consigue que se reabra la causa de Marsella, es anulada y quedan demostradas numerosas irregularidades; Sade ya lleva encerrado en la fortaleza de Vincennes un año por los deseos de su suegra, y allí permanecerá hasta ser liberado trece años después, tras la Revolución y la consecuente caída del Antiguo Régimen.

### El largo encierro en Vincennes
En el transcurso de los sesenta y cinco días que he pasado aquí, solo he respirado aire puro y fresco en cinco ocasiones, durante no más de una hora cada vez, en una especie de cementerio de unos cuatro metros cuadrados rodeado de murallas de más de quince metros de altura. [...] El hombre que me trae la comida me hace compañía unos diez o doce minutos al día. El resto del tiempo lo paso en la más absoluta de las soledades, llorando. [...] Así es mi vida.
Carta de Sade a Renèe.

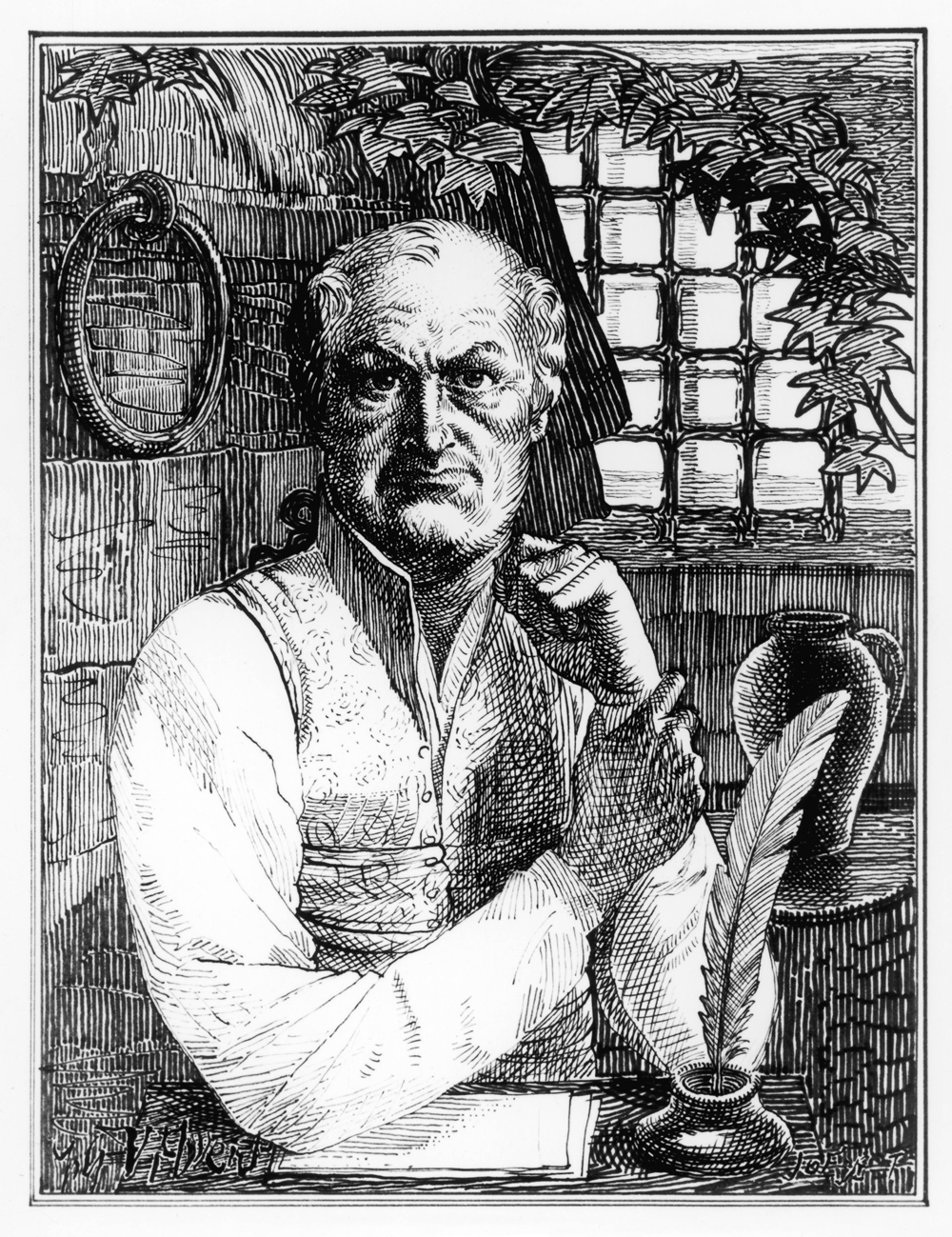
Retrato imaginado de Sade durante su encierro en Vincennes.

Detenido, es conducido a la fortaleza de Vincennes y allí permanecerá hasta que en 1784 es llevado a la Bastilla. Una y otra fortaleza permanecían prácticamente deshabitadas, acogiendo a muy pocos presos. Las fortalezas estaban destinadas a miembros de las clases altas; en Vincennes coincidirá con Mirabeau, también preso por otra lettre de cachet, solicitada por su padre alegando desacato a su autoridad paterna.
Si las condiciones de estas fortalezas no eran las mismas que las de las cárceles destinadas a las clases bajas, en las que se hacinaban los presos en condiciones infrahumanas —Sade «disfrutaba» de una celda para él solo y tenía, por ejemplo, derecho a que se le proporcionara leña para calentarla—, las condiciones de su encierro fueron lamentables. Permaneció incomunicado durante los primeros cuatro años y medio. Hasta entonces no permitieron que le visitase Renèe. Según su propia descripción, permanecía permanentemente encerrado en su celda, con la única visita diaria del carcelero encargado de pasarle la comida. Mirabeau describe sus celdas: «Estas habitaciones estarían sumidas en la noche eterna si no fuera por algunos trozos de cristales opacos que ocasionalmente permiten el paso de unos débiles rayos de luz». Y, sin una sentencia que delimitase el tiempo que estaría encerrado, lo estuvo sin conocer el alcance del mismo.
Durante los años de encierro, su casi único contacto con el mundo fue Renèe, aunque también mantenía correspondencia con su sirviente, «Martín Quirós», con su preceptor, el padre Amblet, y con una amiga del matrimonio, mademoiselle Rousset.
Los esfuerzos de Renèe, desde el mismo momento de su encarcelamiento, estuvieron dirigidos a conseguir su libertad; incluso volvió a planear otra fuga: «En esta ocasión no deberemos escatimar gastos. Habréis de ocultarlo en un lugar seguro. [...] Bastará que me indiquéis el día que regresa a París con los guardias» (coincide que Sade se fugó de regreso de Aix con motivo de la revisión del proceso, permaneciendo huido casi mes y medio). También acude a varios ministros para que la autoricen a visitarlo. Ignorando su paradero, se desplaza día tras día a la Bastilla para intentar verlo. Hasta pasados cuatro meses no sabrá que se encuentra en Vincennes.
Renée y Sade mantendrán una continuada correspondencia durante los trece años de encierro. En la primera carta, enviada dos días después de su reclusión, Renée le escribía: «¿Cómo has pasado la noche, mi dulce amigo? Yo estoy muy triste aunque me dicen que estás bien. Sólo estaré contenta cuando te haya visto. Tranquilízate, te lo ruego». Sade le responde:

Desde el instante terrible en que me arrancaron tan ignominiosamente de tu lado, mi querida amiga, he sido víctima del sufrimiento más cruel. Me han prohibido darte detalles sobre esto, y todo lo que puedo decirte es que es imposible ser más desgraciado de lo que soy. Ya he pasado diecisiete días en este horrible lugar. Pero las órdenes que han dado ahora deben de ser muy diferentes de las de mi reclusión anterior, porque la manera de tratarme no se parece nada a la de entonces. Siento que me es totalmente imposible soportar más tiempo un estado tan cruel. La desesperación se apodera de mí. Hay momentos en que no me reconozco. Siento que estoy perdiendo la razón. La sangre me hierve demasiado para soportar una situación tan terrible. Quiero volver mi furor contra mí mismo, y si no estoy fuera dentro de cuatro días, estoy seguro de que me romperé la cabeza contra los muros.
Carta de Sade a Renèe fechada el 8 de marzo de 1777, Lever, 1994, pág. 263.

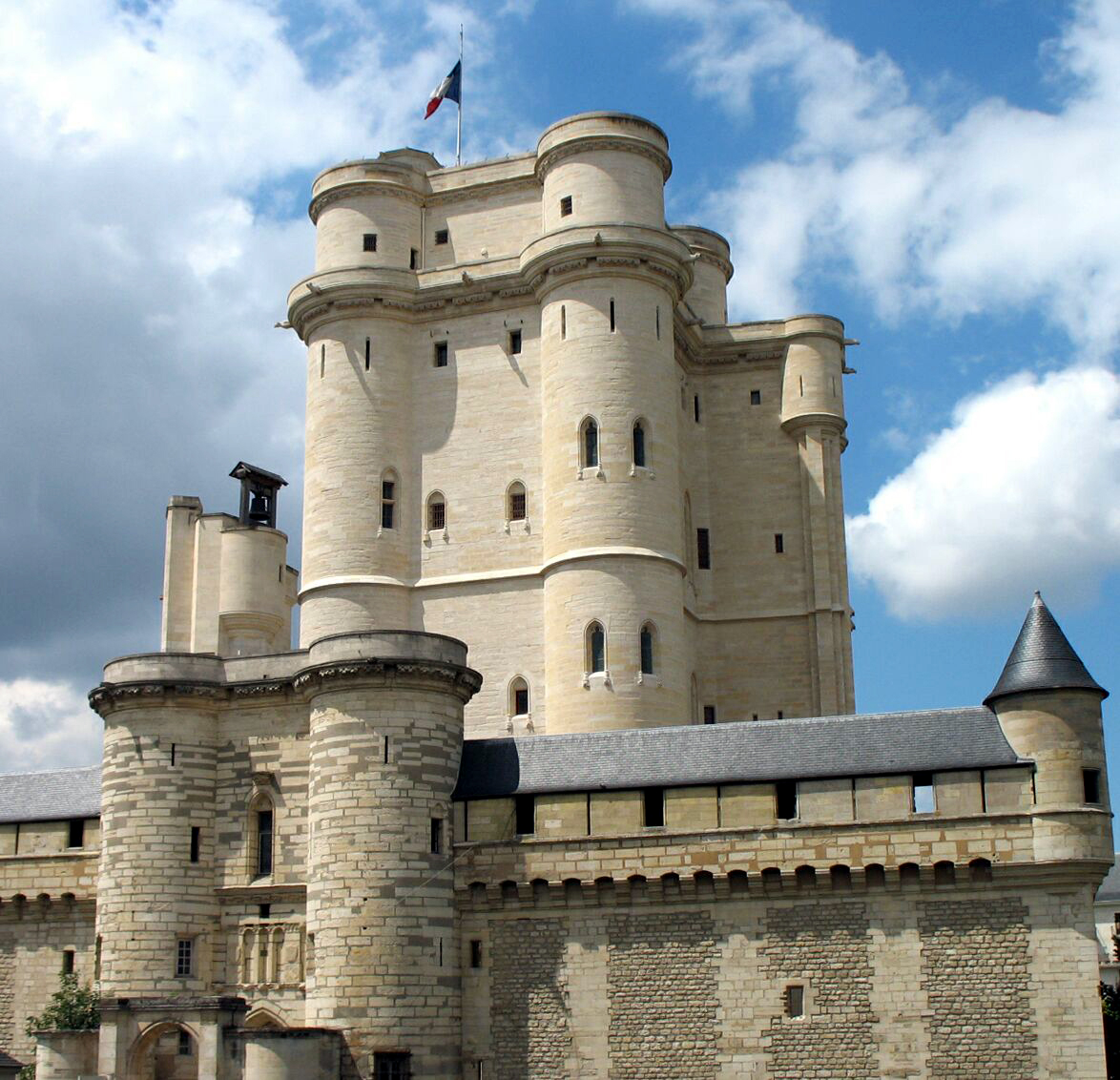
Castillo de Vincennes, en el que Sade fue encarcelado entre 1777 y 1784, cuando fue trasladado a la Bastilla

Renée será durante estos años su principal y casi único soporte. Se traslada a París y se instala en el convento de las carmelitas, al que se retiró la madre de Sade y, posteriormente, a otro más modesto en compañía de mademoiselle Rousset. Enfrentada a su madre, ésta le retira todos los fondos. Las privaciones no le impiden que atienda todos los requerimientos de Sade; le envía comida, ropa, todo aquello que le solicita, lo que incluye libros, y se convierte en su documentalista, amanuense y lectora de sus obras.
Sade sufrirá durante su encierro repetidos accesos de carácter paranoico en los que incluirá a Renée, acusándola en ocasiones de haberse alineado con la madre de ésta y los que querrían mantenerlo encerrado de por vida. Sin saber hasta cuándo estará encerrado y quiénes están detrás de su encierro, hará cábalas intentando relacionar números y frases como claves que le digan cuándo acabará su encierro.

Jean-Jacques Rousseau fue uno de los autores predilectos del marqués de Sade.

Se dedicó principalmente a leer y escribir. Llegó a reunir una biblioteca de más de seiscientos volúmenes, estando interesado por los clásicos, Petrarca, La Fontaine, Boccaccio, Cervantes y principalmente Holbach, Voltaire y Rousseau. Cuando las autoridades penitenciarias le negaron las Confesiones de Jean-Jacques Rousseau, escribió a su esposa:

Sabed que una cosa es buena o mala según el punto en que uno se halle, y no por sí misma. […] Rousseau puede ser un autor peligroso para unos santurrones de vuestra especie, pero para mí se convierte en un excelente libro. Jean-Jacques es con respecto a mí lo que para vosotros es la Imitación de Cristo. La moral y la religión de Rousseau son cosas severas para mí, y las leo cada vez que quiero mejorarme.
Carta de Sade a Renèe. 25 de junio 1783

No solo se interesa por la literatura; en su biblioteca también figuran libros de carácter científico, como la Histoire naturelle de Buffon. Además, fue en prisión que escribió sus Cuentos, historietas y fábulas, la primera versión de Justine, Aline y Valcuor y otros manuscritos que se perdieron cuando fue trasladado de la Bastilla a Charenton. En su vocación literaria le acompañará, al menos hasta después de su traslado a la Bastilla, el padre Amblet, quien fuera su instructor, y que posteriormente le aconsejó y le hizo críticas literarias; también se encarga de la selección de libros que debe enviarle Renèe: «Os ruego que sólo consultéis a Amblet en la elección de los libros y consultadle siempre, incluso sobre lo que pido, porque pido cosas que no conozco y algo puede ser muy malo».

Mi único consuelo aquí es Petrarca. Lo leo con deleite, con una pasión sin igual ¡Qué bien escrito está el libro! Laura me da vueltas en la cabeza. Soy como un niño. Leo todo el día sobre ella y sueño con ella toda la noche. Escucha lo que soñé anoche con ella, mientras el mundo seguía ajeno a mí. Era más o menos medianoche. Acababa de quedarme dormido con la vida de Petrarca en la mano. De repente se me apareció. ¡La vi! El horror de la tumba no había deslucido su belleza, y sus ojos despedían el mismo fuego que cuando Petrarca los alabó. Iba vestida de crespón negro, con su hermosa cabellera rubia suelta con despreocupación. «¿Por qué os quejáis en la tierra? — me preguntó. Venid conmigo. No hay males, no hay dolor, no hay problemas en la vasta extensión que yo habito. Tened el valor de seguirme allí». Al oír estas palabras, me postré a sus pies, diciendo: «¡Oh, madre mía!». Y mi voz quedó ahogada por los sollozos. Ella me tendió la mano y yo la bañé con mis lágrimas; ella también lloró. «Cuando yo moraba en el mundo que vos odiáis —dijo—, me gustaba contemplar el futuro; conté a mis descendientes hasta llegar a vos, y no encontré a otro tan infeliz como vos».
Carta de Sade a Renèe durante su encierro en Vincennes.

### El encierro en la Bastilla
A principios de 1784 es cerrada la fortaleza de Vincennes, y Sade es trasladado a la Bastilla. Se queja de haber sido trasladado por la fuerza y de improviso a «una prisión donde estoy mil veces peor y mil veces más estrecho que en el desastroso lugar que he abandonado. Estoy en una habitación cuyo tamaño no llega a la mitad de la de antes y en la que no puedo ni darme la vuelta y de la que sólo salgo unos minutos para ir a un patio cerrado donde huele a cuerpo de guardia y a cocina, y al que me conducen con bayonetas caladas en los fusiles como si hubiese intentado destronar a Luis XVI».

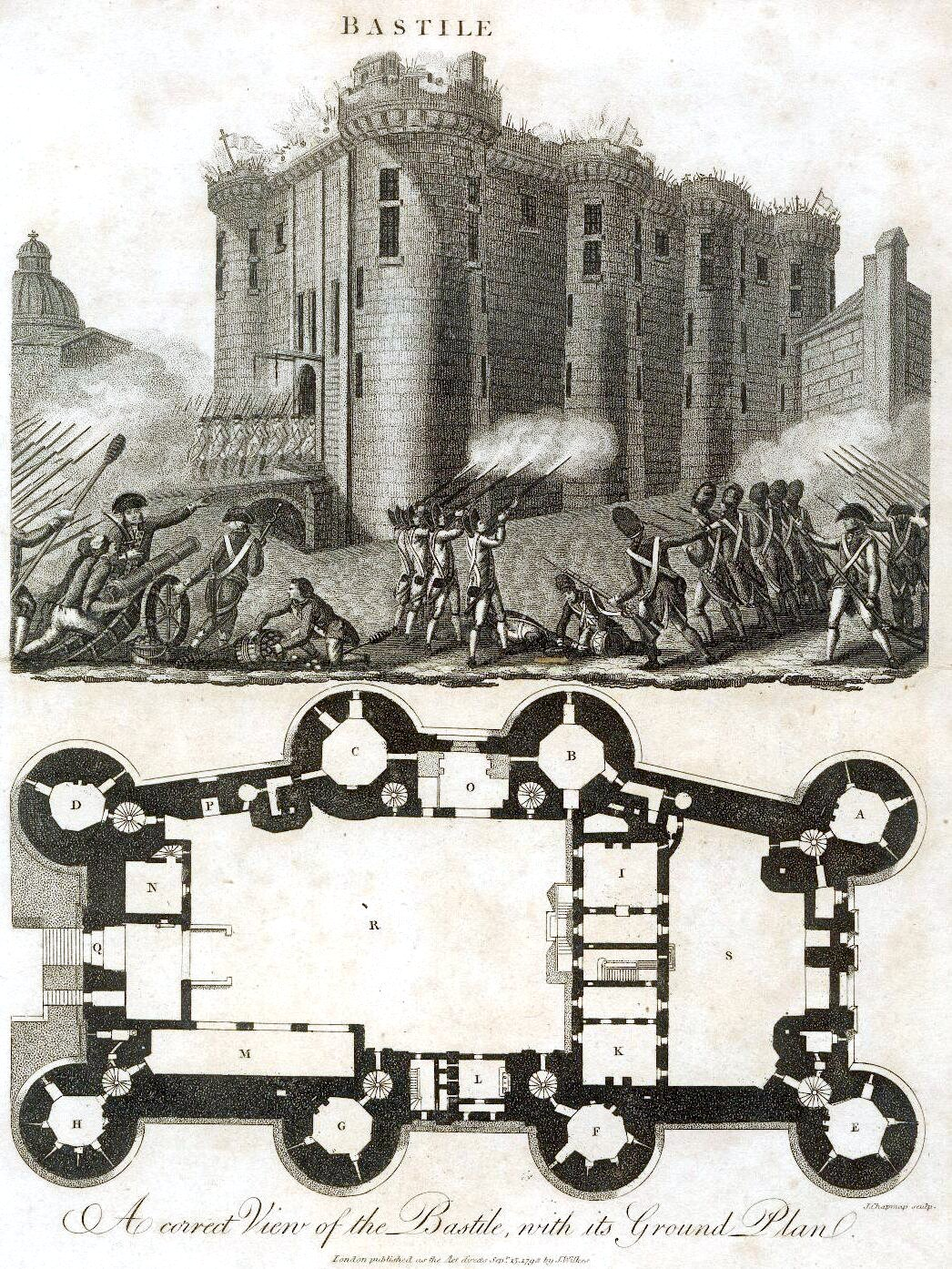
En la Bastilla, Sade fue recluido en los pisos segundo y sexto de la tour Liberté (sección B del plano).

Unas semanas antes de la toma de la Bastilla, Sade envía a su esposa el manuscrito de Aline y Valcour. Se conserva una extensa carta de Renée a Sade en la que abunda en observaciones sobre la novela:

La primera aventura de Sophie, leyéndola me ruborice por humanidad. […] El resto es diferente, lloré. Ella narra bien sus desdichas, con honradez y sentimiento, obliga a interesarse por su suerte. […] El cura razona bien de acuerdo con su estado. […] Es un gran acierto, en una novela, el hacer hablar y razonar a sus protagonistas según el modo que les conviene, se siguen bien sus caracteres. Es molesto su modo de ser. Es necesario, me dirás, para reconocerlos, preservarse de ellos y odiarlos. Eso es verdad, pero cuando sólo se trabaja para eso, es necesario detenerse en un punto, con el fin de retirar a un espíritu depravado los medios de corromper aún más.

No fue un preso conformista, y protagonizó diversos enfrentamientos con sus carceleros y los gobernadores de las fortalezas. El 1 de julio de 1789, dos semanas antes de la toma de la Bastilla, alzándose para alcanzar la ventana, con el tubo destinado a evacuar las heces, lo asomó por la ventana y, utilizándolo a modo de altavoz, incitó a la muchedumbre a que se manifestara en los alrededores para liberar a los presos que se hallaban en la fortaleza. A la mañana siguiente el gobernador de la Bastilla escribió al gobierno:

Como sus paseos por la torre se habían suspendido debido a las circunstancias, al mediodía se aproximó a la ventana de su celda y comenzó a gritar con todas sus fuerzas que los prisioneros estaban siendo asesinados, que se les cortaba el cuello y que había que rescatarlos de inmediato. Repitió los gritos y las acusaciones en varias ocasiones. En estos momentos resulta sumamente peligroso mantener a este prisionero aquí. [...] Creo que es mi deber, señor, advertiros que es preciso trasladarlo a Charenton o a alguna institución similar, donde no suponga una amenaza para el orden público.
Carta de De Launay, Gobernador de La Bastilla, al viceministro.

### La Revolución

La Bastilla fue tomada el 14 de julio de 1789. Sade había sido trasladado pocos días antes.

Sade era en esos momentos casi el único preso de la Bastilla. Cuando el 14 de julio es tomada, ya no se encuentra allí. La noche siguiente a la carta del gobernador los carceleros irrumpen en su celda y, sin permitirle recoger sus pertenencias, lo trasladan al manicomio de Charenton. En el traslado y la posterior toma de La Bastilla pierde 15 volúmenes manuscritos «listos para pasar a manos del editor». A principios del siglo XX apareció, en un rollo, el manuscrito de Los 120 días de Sodoma, que se relaciona con alguno de estos volúmenes.

En La Bastilla trabajé sin cesar, pero destrozaron y quemaron todo cuanto había. Por la pérdida de mis manuscritos he llorado lágrimas teñidas de sangre. […] Las camas, las mesas o las cómodas pueden reemplazarse, pero las ideas… No, amigo mío, nunca seré capaz de describir la desesperación que me ha provocado esta pérdida.
Carta de Sade a su administrador.

El 1 de abril de 1790 sale Sade en libertad en virtud del decreto que la Asamblea Revolucionaria dictase el 13 de marzo de 1790 aboliendo las lettres de cachet (la presidenta aún contemplaría la posibilidad de admitir excepciones con el fin de permitir que las familias decidieran sobre el destino de los presos). Cinco días después visitan a Sade sus hijos, a los que no había visto durante todo su encierro. Cuentan 20 y 22 años, respectivamente. Una de las preocupaciones de Sade durante su encierro fue la de que «la presidenta» no decidiese sobre su futuro. En 1787, trascurridos diez años de su encierro, Sade perdió su patria potestad. Ese día le permitieron a Sade que cenase con ellos.
Cuando Sade sale de su largo encierro el 13 de marzo de 1790, noche de Viernes Santo, cuenta con cincuenta y un años de edad, padece una obesidad que, según él mismo, apenas le permite caminar, ha perdido gran parte de la vista, sufre una dolencia pulmonar y está envejecido y moralmente hundido: «El mundo que tenía la locura de echar tanto de menos, me parece tan aburrido, tan triste… Nunca me he sentido tan misántropo como desde que he vuelto entre los hombres».
Sade se dirige al convento donde se encuentra Renée y ésta no le recibe. No se conocen los motivos del distanciamiento de Renée. Son tiempos de disturbios revolucionarios y Renée huye con su hija de París, donde no tenía medios de subsistencia. Allí donde va se encuentra con una situación parecida. Algunos de sus biógrafos explican su actitud por el acercamiento a su madre buscando seguridad para ella y para sus hijos en aquellos tiempos convulsos. Renée tramitó la separación —uno de los primeros divorcios en Francia, luego de que la Revolución los instituyera— y Sade tuvo que devolver la dote con sus correspondientes intereses, cantidad que no pudo pagar, por lo que sus posesiones quedaron hipotecadas a favor de Renée, con la obligación de pasarle 4.000 libras anuales que tampoco pudo asumir, dado que sus propiedades fueron saqueadas y quedaron improductivas.
Sade deberá integrarse en una sociedad convulsionada, física y moralmente hundido, arruinado y solo. Las primeras semanas las pasa en casa de un amigo, Milly, procurador en el Chatelet, que le presta dinero. Más tarde se aloja en la casa de la «presidenta de Fleurieu» (esposa separada del presidente del tesoro de Lyon). Fleurieu era dramaturga y le introdujo en el ambiente teatral de París. Sade también podría haber mantenido los contactos en el mundo del teatro adquiridos cuando en Lacoste formó compañía.
Ese verano conoció a Constance Quesnet, actriz de cuarenta años de edad, con un hijo, a la que había abandonado su marido. Pocos meses después se van a vivir juntos en una relación que parece ser de apoyo mutuo. Constance permanecerá junto a él hasta el fin de sus días y Sade contará con su apoyo en sus más duros momentos. En muchas ocasiones se referirá a ella como «sensible».
Sade escribió numerosas piezas para el teatro, la mayoría de las cuales permanecen inéditas. Entró en contacto con la Comédie Française que le aceptó una de sus piezas, El misántropo por amor o Sofía y Desfranes. Se le entregaron entradas para cinco años, pero la pieza no llegó a representarse. Se conservan varias cartas de Sade dirigidas a la Comédie en tono de súplica para que se le acepten y se representen sus obras. También, una carta exculpatoria sobre la aparición de su supuesta firma en un manifiesto contrario a los intereses de la Comédie.
Finalmente, el 22 de octubre de 1791, el teatro Molière estrena una de sus obras, El conde Oxtiern o Los efectos del libertinaje. Aun siendo su estreno un éxito de público y crítica, un altercado protagonizado por algunos espectadores en su segunda representación provocó su suspensión. «Un incidente interrumpió la representación. Al iniciarse el segundo acto, un espectador descontento o malévolo gritó: "Bajad el telón"». El maquinista bajó el telón y posteriormente se produjo un altercado en el que pudieron oírse algunos pocos silbidos. Ese mismo año se supone que publica clandestinamente Justine o los Infortunios de la virtud, y manda imprimir su Memorial de un ciudadano de París al rey de los franceses.

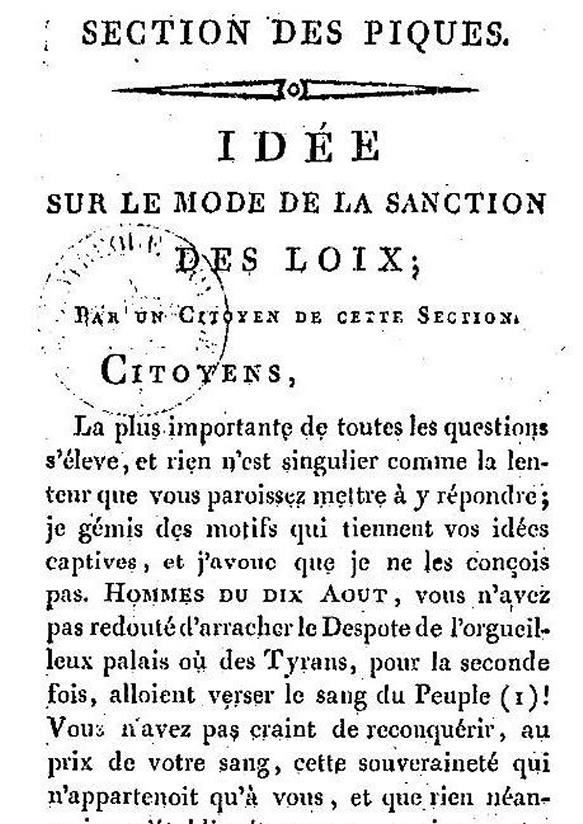
El ciudadano Sade pone su pluma al servicio de la Sección de Piques. El 2 de noviembre de 1792, leyó su discurso Idea sobre el modo de sanción de las leyes, que le valió las felicitaciones de sus colegas, quienes decidieron imprimirlo y enviarlo a otras secciones.

Sade se adhirió y participó activamente en el proceso revolucionario. En 1790 se le ve en la celebración del 14 de julio, y en enero de 1791 se le invita a la asamblea de «ciudadanos activos» de la plaza de Vendôme, confirmándosele como «ciudadano activo» en junio de ese mismo año. Colabora escribiendo diversos discursos, como Idea sobre el modo de sanción de las leyes o el discurso pronunciado en el funeral de Jean-Paul Marat; se le asignan tareas para la organización de hospitales y asistencia pública, pone nuevos nombres a diferentes calles, como calle de Régulo, Cornelio, Licurgo, Hombre nuevo, Pueblo soberano, y es nombrado secretario de su sección.
Sus suegros, los Montreuil, residen en el mismo distrito en el que Sade es secretario. El 6 de abril de 1793 el presidente Montreuil va a verlo para solicitar su amparo, pues se estaba procediendo a la detención de los padres de «emigrados» y su domicilio había sido precintado. Sade les ofrece su ayuda y el presidente Montreuil y la presidenta, que lo mantuviera trece años encarcelado en Vincennes y la Bastilla, no fueron molestados durante el tiempo que permaneció en la sección (será después de abandonar su actividad política cuando sus suegros, sin contar ya con su apoyo, serán detenidos y encarcelados).
Sade es nombrado Presidente de su sección, pero presidiendo una sesión dimite porque, según sus palabras: «Estoy rendido, exhausto, escupiendo sangre. Os dije que era presidente de mi sección; pues bien, ¡mi función ha sido tan borrascosa que no puedo más! Ayer, entre otras cosas, después de haberme visto obligado a retirarme dos veces, no tuve más remedio que dejar mi sillón al vicepresidente. Querían que sometiera a voto un horror, una inhumanidad. Me negué en redondo. ¡Gracias a Dios, ya me he librado!». Acaba así el paso de Sade por la política.

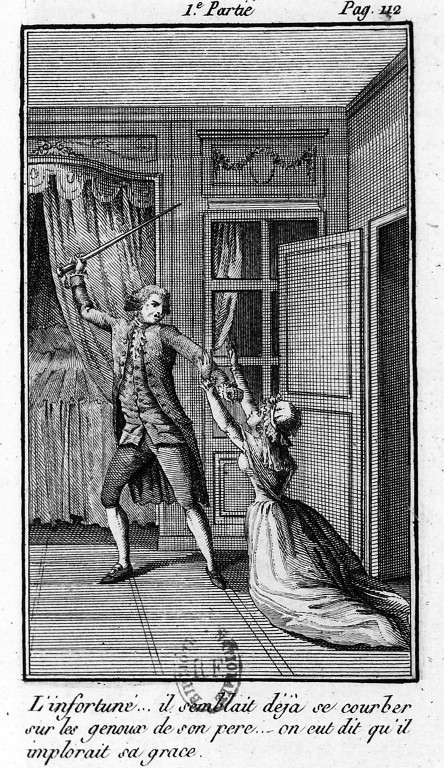
Aline y Valcour. Grabado del Tomo 1, Primera parte, página 112.

El 8 de diciembre de 1793 es detenido en su domicilio y conducido a la cárcel de las Madelonnettes. No habiendo sitio para él, lo encierran en las letrinas, donde pasará seis semanas. Se desconocen los motivos últimos de su detención. En carta enviada a la sección de Píques solicitando su libertad protesta: «Se me arresta sin revelarme los motivos de mi detención». La detención pudo estar motivada por ser padre de emigrados, ya que sus hijos emigraron contra su voluntad; también pudo deberse a una falsa denuncia o por ser considerado un «moderado». Pasó por tres distintas cárceles hasta llegar a la de Picpus, a las afueras de París, de la que Sade dirá que es un «paraíso» comparada con las anteriores. Allí dejarán que lo visite Constance, que desde el primer momento ha estado procurando su liberación. En el verano de 1794 el Terror llega a su cenit y se multiplican las decapitaciones. Desde Picpus pudo observar cómo la guillotina trabajaba sin cesar; más tarde diría: «La guillotina ante mis ojos me ha hecho cien veces más daño del que me habían hecho todas las bastillas imaginables». Él mismo estará incluido en las listas de la guillotina. El 26 de julio de 1794 un alguacil se dirigió a diversas cárceles para subir a 28 acusados a la carreta que los condujese a la guillotina; entre ellos figuraba Sade, pero finalmente, Sade no subió en esa carreta. Nuevamente hay que recurrir a suposiciones. Pudo ser por una imposibilidad de localizarlo o, más probablemente, por la intervención de Constance. Sade le agradece en su testamento el haberle salvado la vida, haberle librado de la «guadaña revolucionaria». Constance, al igual que Renée, se mostró especialmente activa defendiendo y ayudando a Sade. A Constance se le reconoce cierta influencia en los comités revolucionarios, y los sobornos estaban generalizados. El 15 de octubre de 1794, finalizado el periodo del Terror, Sade quedó en libertad.

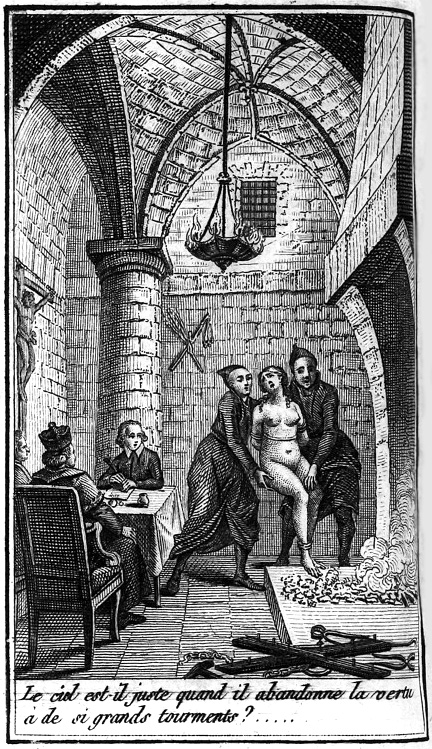
Ilustración de Aline y Valcour. Tomo 3. Sexta parte, página 459.

Sade intentó vivir del teatro y de sus novelas. Estrenó algunas piezas en Versalles y publicó sus novelas Aline y Valcour y Los crímenes del amor. También publicó clandestinamente Justine, pero en ningún caso le valió para no caer en la indigencia. La pareja Sade y Constance vivieron en la miseria, sin recursos para conseguir comida o leña para calentarse. Sade escribió una carta en tono suplicante a un conocido, Goupilleau de Montaigu, con influencias políticas en el gobierno: «Ciudadano representante: Debo comenzar a daros mil y mil gracias. [...] Sea como fuere, ciudadano representante, ofrezco al gobierno mi pluma y mis capacidades, pero que el infortunio y la miseria dejen de pesar sobre mi cabeza, os lo suplico».

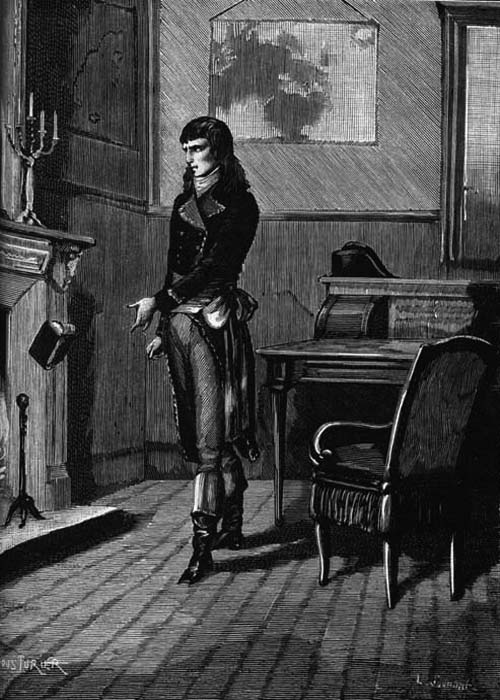
Napoleón Bonaparte arrojando a las llamas la novela Justine (grabado atribuido a P. Cousturier). Napoleón escribió: «Es el libro más abominable jamás engendrado por la imaginación más depravada» (Memorial de Santa Elena, Pléyades, Tomo II, página 360).

Asimismo trató sin éxito de ceder sus posesiones a Renée a cambio de una renta anual, sin que ella, teniéndolas hipotecadas a su favor, aceptase. Constance tuvo que vender su ropa para conseguir comida. Sade se vio en la obligación de mendigar: «Un pobre posadero que por caridad tiene a bien darme un poco de sopa».
Sade comenzó a recibir ataques por sus novelas. Aline y Valcour fue considerada ya escandalosa y, publicada clandestinamente Justine, nadie dudó de que él fuese el autor. Finalmente, el 6 de marzo de 1801, es detenido cuando visita a su editor para entregarle nuevos manuscritos, y es encerrado sin juicio en Sainte-Pélagie como «autor de la infame novela de Justine», siendo posteriormente trasladado a Bicétre, institución mitad manicomio mitad cárcel, conocida en aquel tiempo como «la Bastilla de los canallas», donde alienados mentales, mendigos, enfermos de sífilis, prostitutas y peligrosos criminales convivían hacinados en condiciones infrahumanas. Nuevamente Constance visitará insistentemente diferentes instancias del poder napoleónico para reclamar su liberación. Renèe y sus hijos solicitaron y consiguieron que fuese trasladado a Charenton, manicomio en el que los enfermos vivían en unas condiciones mucho más humanas. A Sade se le diagnosticó para su ingreso «demencia libertina», y allí permanecerá recluido hasta su muerte.

### Años finales
Los últimos años de su vida los vive en el asilo de Charenton gracias a la asistencia de su familia, que se encarga de pagar su estancia y su manutención, y los pasará en compañía de Constance.
Para Sade, Charenton pudo suponer un retiro tranquilo; allí encuentra la comprensión de François Simonet de Coulmier, ex sacerdote de parecida edad a la suya que dirigía el centro. Coulmier hizo la vista gorda ante la presencia de Constance, que pasa por ser la hija ilegítima de Sade. La familia pagó por una relativamente confortable celda de dos habitaciones en la que pudo disfrutar de su afición por la lectura al trasladar a ella su biblioteca. Cuando perdió la vista, otros enfermos y Constance fueron los que le leyeron los volúmenes. También continuó su labor de escritor y Coulmier le permitió que formase una compañía de teatro en la que implicó al resto de los enfermos, que fueron los actores encargados de las representaciones.

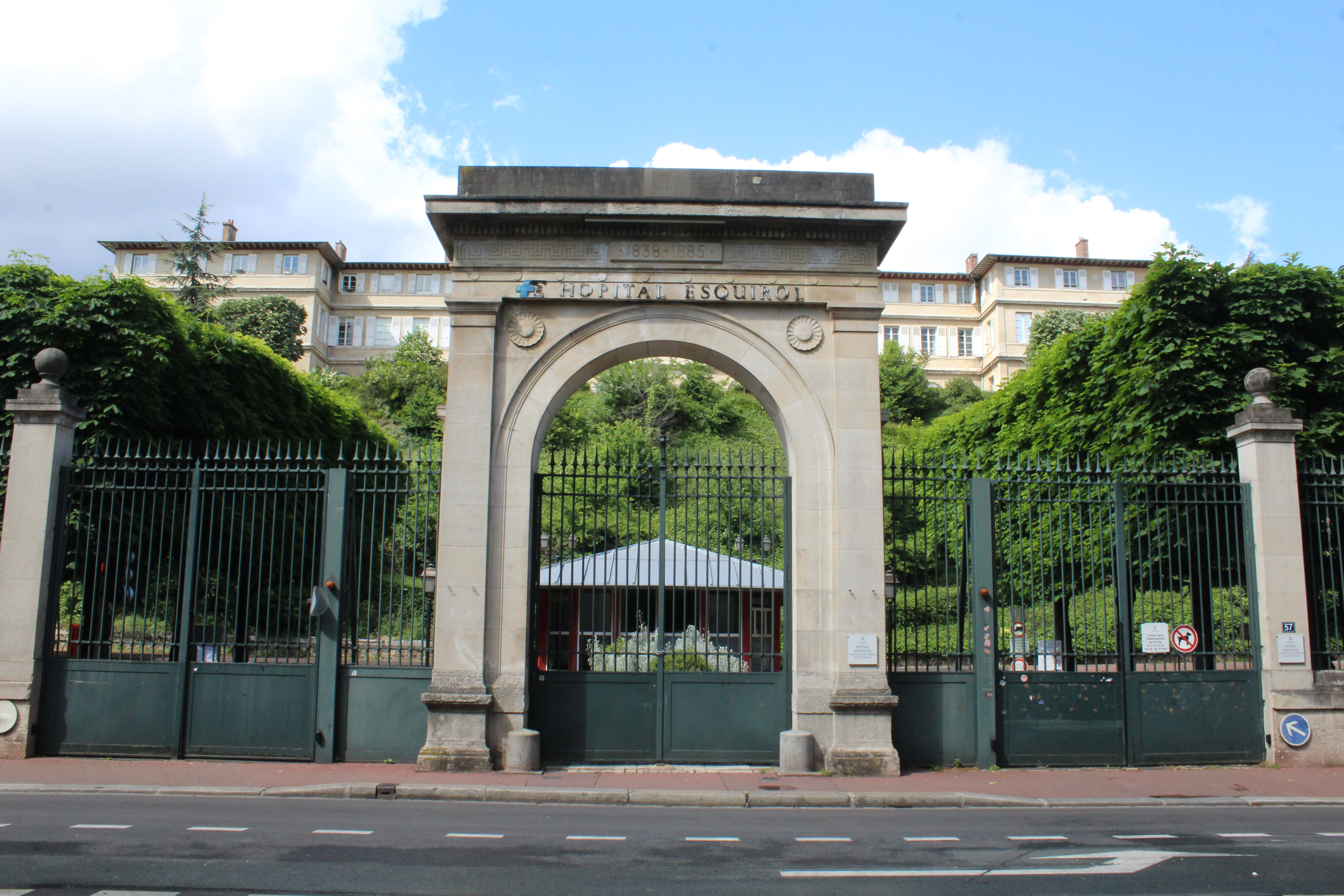
Entrada al Hôpital Esquirol, hospital psiquiátrico de Charenton-Saint-Maurice, en donde el marqués de Sade pasó sus últimos años de vida.

La compañía fue un éxito y logró que profesionales del teatro se implicaran en esas representaciones. Se sabe que madame Saint-Aubin, estrella de la Opéra-comique de París, participó en alguna de ellas, y a sus representaciones asistía la alta sociedad de París. Se organizaban cenas en coincidencia con la representación de las obras. El autor de vodeviles Armand de Rochefort asistió a unas de esas cenas estando sentado junto a Sade; posteriormente escribiría:

Me habló varias veces, con tal brío y tal agudeza que me pareció de lo más agradable. Cuando me levanté de la mesa, pregunté al comensal del otro lado quién era aquel hombre tan afable. [...] Al oír ese nombre, huí de él con tanto pavor como si acabara de morderme la serpiente más venenosa. Sabía que ese desventurado viejo era el autor de una espantosa novela en la que todos los delirios criminales se presentaban bajo la apariencia del amor.

Estas representaciones motivaron denuncias, varias de ellas del médico jefe del establecimiento, Royer-Collard; ésta la dirigió al Ministro General de Policía:

Existe en Charenton un hombre al que su audaz inmoralidad ha tornado, por desgracia, demasiado célebre y cuya presencia en este hospicio acarrea los más graves inconvenientes: deseo hablar del autor de la infame novela Justine. […] El señor de Sade goza de una libertad excesiva. Puede comunicarse con otros enfermos de uno y otro sexo, a unos les predica su horrible doctrina, a otros les presta libros. […] En la casa se dice que vive en compañía de una mujer que hace pasar por su hija, pero esto no es todo. Se ha cometido la imprudencia de formar una compañía de teatro con el pretexto de hacer representar comedias por los internos, sin reflexionar sobre los funestos efectos que tal alboroto debe causar necesariamente en sus imaginaciones. Él es quien indica las piezas, distribuye los papeles y dirige los ensayos. […] Pienso que no es necesario subrayarle a Vuestra Excelencia el escándalo de tales actividades ni describirle los peligros de todo tipo que implican.

Las representaciones se suspendieron el 6 de mayo de 1813 por decreto ministerial.
Maurice Lever ha creído ver en esos años la existencia de una relación pedófila de Sade con la hija de 13 años de una de las enfermeras de Charenton, supuestamente a cambio de dinero. Esta relación se habría prolongado durante varios años. Lever incluye esta relación en su biografía sobre Sade publicada en 1994. Desde entonces, la mayoría de las biografías incluyen esta relación sin cuestionar su autenticidad. Lever basa la existencia de esa relación en unos caracteres (una «O» cruzada con una línea en diagonal) presentes en diarios de Sade que él aporta y considera que se refieren a un recuento de penetraciones anales:

En varios lugares del diario de Sade se encuentra un misterioso signo, una especie de pequeño redondel atravesado por una diagonal, más o menos como éste: Ø. Como el lector puede haber adivinado, se trata de un símbolo erótico relativo a la sodomía. Se encuentra asociado ya a personas, ya a fantasmas masturbatorios, y a menudo mezclado con números. Por ejemplo, con fecha del 29 de julio de 1807: «Por la noche, idea Ø a 116, 4 del año». El 15 de enero de 1808: «Prosper viene con la idea ØØ. Es su tercera visita y la segunda de su criada, que forma Ø por primera vez». El 4 de marzo de 1808: «La idea ØØ parece el v. de 9 meses». En el año 1814, el signo se aplica exclusivamente a una muchacha muy joven de quien recibe frecuentes visitas y que él designa con las iniciales Mgl. Se llama Madeleine Leclerc.
Lever, 1994.

Cuando es excarcelado tras la revolución, Sade sale de un encierro de trece años en un estado físico lamentable. Desde entonces padecerá una obesidad mórbida, una progresiva ceguera y otras varias dolencias; se sabe de su necesidad de usar un suspensorio, al menos en los últimos momentos de su vida. En 1814, se suma al personal de Charenton un estudiante de medicina, J. L. Ramón, que nos deja testimonio de Sade en ese último año de su vida:

«Le encontraba a menudo paseando solo, con pasos lentos y pesados, vestido con negligencia. Nunca le sorprendí hablando con nadie. Al pasar por su lado le saludaba y él respondía a mi saludo con esa cortesía glacial que hace desechar cualquier idea de entablar conversación. Nunca habría sospechado que era el autor de Justine y de Juliette; el único efecto que producía en mí era el de un anciano gentilhombre altanero y taciturno».

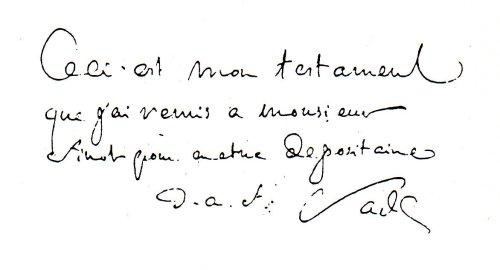
Extracto del testamento manuscrito del marqués de Sade. En la última línea puede verse su firma «d. a. f. Sade».

En su agonía fue atendido por el joven Ramón. Años antes, Sade había redactado y guardado en un sobre lacrado su testamento. Deja heredera universal de sus escasos bienes a su compañera Constance: «Deseo expresar a esta dama mi extrema gratitud por la dedicación y sincera amistad que me prodigó desde el 25 de agosto de 1790 hasta el día de mi muerte».

Prohíbo absolutamente que mi cuerpo sea abierto bajo ningún pretexto. […] …se enviará un recado urgente al sieur Le Normand, […] para rogarle que venga él mismo, seguido de una carreta, a buscar mi cuerpo para transportarlo bajo su escolta en la susodicha carreta al bosque de mi tierra de la Malmaison, comuna de Émancé, cerca de Épernon, donde quiero que se entierre sin ninguna especie de ceremonia en el primer soto que se encuentra a la derecha del susodicho bosque, entrando por el lado del antiguo castillo, por la gran avenida que lo divide. La fosa practicada en este bosque será cavada por el granjero de la Malmaison, bajo la inspección de Monsieur Le Normand, que no abandonará mi cuerpo hasta después de haberlo colocado en la susodicha fosa; si quiere, podrá hacerse acompañar en esta ceremonia por aquellos de mis parientes o amigos que, sin ninguna especie de aparato, hayan querido darme esta última muestra de afecto. Una vez recubierta la fosa, será sembrada de bellotas a fin de que el terreno y el soto vuelvan a encontrarse tupidos como eran antes y las huellas de mi tumba desaparezcan de la superficie de la tierra, como espero que se borre mi memoria de la mente de los hombres, excepto un pequeño número de los que han querido amarme hasta el último momento y de los cuales me llevo a la tumba un recuerdo muy dulce.

El 2 de diciembre de 1814 muere Sade. Claude-Armand, su hijo, lo visitó ese mismo día. Su compañera Constance no se encontraba en Charenton; se supone que el fallecimiento coincidió con uno de sus desplazamientos a París para realizar pequeñas compras. Dos días después, contrariando la voluntad de Sade, Armand lo hace sepultar en el cementerio de San Mauricio en Charenton, después de una rutinaria ceremonia religiosa. Armand también quemó todos sus manuscritos inéditos, incluida una obra en varios volúmenes, Les Journées de Florbelle. Su cráneo fue exhumado años después para realizar con él estudios frenológicos.
El inventario de las pertenencias materiales de Sade, realizado por cuenta del asilo, fue el siguiente:

40 francos y 50 céntimos, un retrato al óleo de su padre, 4 miniaturas, paquetes de documentos, un cofre con 21 manuscritos. De su biblioteca: 269 volúmenes que incluyen el Don Quijote, las obras completas de Rousseau, las Recreaciones Matemáticas, El Arte de comunicar las ideas, un Ensayo sobre las enfermedades peligrosas, la edición de 1785 de las Obras de Voltaire en 89 volúmenes, El Pornógrafo y El hombre de la máscara de hierro.

## Apariencia física
Según Apollinaire, Sade tenía en su infancia un rostro redondo, ojos azules y cabellos rubios y ondeados. Además dice: «Sus movimientos eran perfectamente graciosos, y su armoniosa voz tenía acentos que tocaban el corazón de las mujeres». Según otros autores, tenía un aspecto afeminado.
En las deposiciones del caso de Marsella se describe a Sade cuando tenía treinta y dos años con «figura agraciada y rostro pleno, de talla mediana, ataviado con un frac gris y calzón de seda color souci, pluma en el sombrero, espada al costado, bastón en la mano». Tiempo después, a los cincuenta y tres años, un certificado de residencia fechado el 7 de mayo de 1793 dice: «Talla, cinco pies doce pulgadas, cabellos casi blancos, rostro redondo, frente descubierta, ojos azules, nariz común, mentón redondo». La filiación del 23 de marzo de 1794 difiere un poco: «Talla, cinco pies doce pulgadas y una línea, nariz mediana, boca pequeña, mentón redondo, cabellos rubio-grisáceos, rostro oval, frente alta y descubierta, ojos azul claro». Ya había perdido la «figura agraciada», pues el propio Sade escribió unos años antes en la Bastilla: «He adquirido, por falta de ejercicio, una corpulencia enorme que apenas me deja mover».
Cuando en 1807 Charles Nodier se cruzó con Sade, lo describió en estos términos: «Una obesidad enorme que entorpecía lo bastante sus movimientos como para impedirle desplegar el resto de gracia y elegancia, cuyas huellas descubríanse en el conjunto de sus maneras. Sus ojos fatigados conservaban sin embargo yo no sé qué de brillante y de febril que reanimábase de tanto en tanto como la chispa que expira en la leña apagada».

## Personalidad
Las anomalías de Sade asumen su valor desde el momento en que, en lugar de padecerlas como algo impuesto por su propia naturaleza, se propone elaborar todo un sistema con el propósito de reivindicarlas. A la inversa, sus libros nos atraen desde el instante en que comprendemos que, a través de sus reiteraciones, sus lugares comunes y hasta sus torpezas, trata de comunicarnos una experiencia cuya particularidad reside en desearse incomunicable.
Simone de Beauvoir

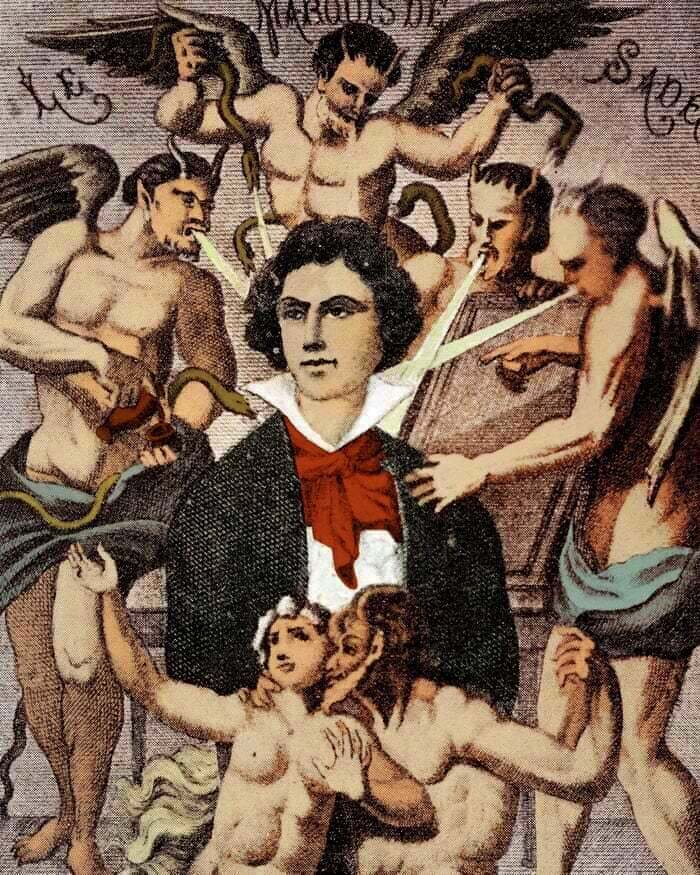
Retrato imaginario del marqués de Sade.

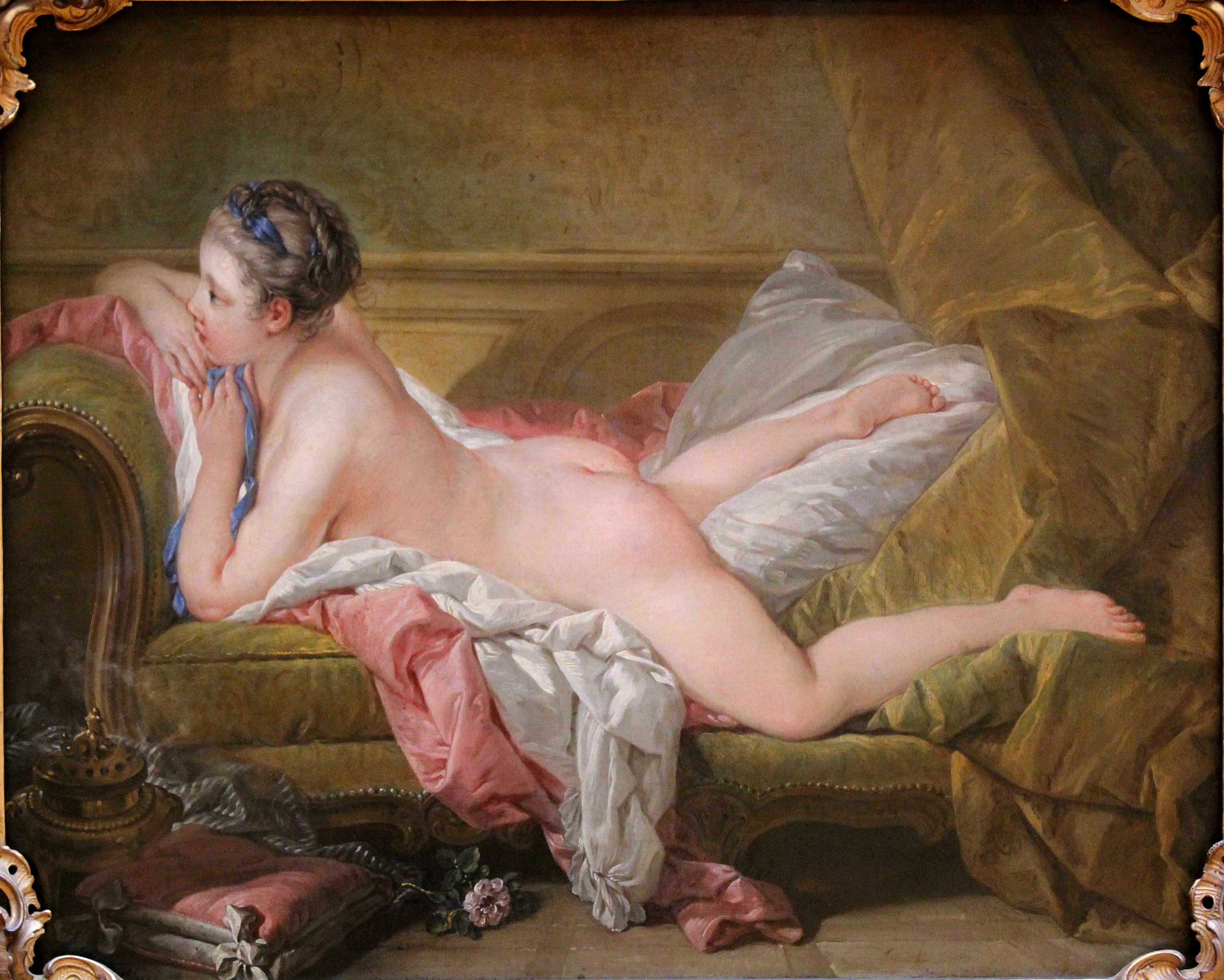
Marie-Louise O'Murphy, «residente» del Parque de los ciervos.

Para la filósofa francesa Simone de Beauvoir, que en su ensayo titulado ¿Debemos quemar a Sade? hace un acercamiento a la personalidad de este autor, Sade orientó sus particularidades psicofisiológicas hacia una determinación moral, es decir, que obstinado en plasmar sus singularidades, terminó definiendo gran parte de las generalidades de la condición humana, a saber: la cuestión de si es posible, sin renegar de la individualidad, satisfacer las aspiraciones a lo universal, o si es solamente mediante el sacrificio de las diferencias que se logra integrarse a la colectividad.
De acuerdo al estudio de Beauvoir, la personalidad de Sade en su juventud no tenía nada de revolucionaria ni de rebelde: era sumiso ante su padre, y no deseaba en modo alguno renunciar a los privilegios de su posición social. Sin embargo, sí mostraba desde muy temprana edad una disposición hacia el cambio continuo y la experimentación con situaciones nuevas, pues, pese a los cargos que ocupó en el ejército y las ocupaciones que su familia le procuraba, no se mostraba satisfecho con nada, y de ahí que desde su tierna juventud empezara a frecuentar los prostíbulos, donde, según expresión de Beauvoir, «compra el derecho de desencadenar sus sueños». Para la autora, la actitud de Sade no es aislada, sino que era común en la juventud aristocrática de entonces: al no detentar ya el antiguo poder feudal que tenían sus antepasados sobre la vida de sus vasallos, y contando con mucho tiempo libre en la soledad de sus palacios, los jóvenes de finales del siglo XVIII encuentran en los prostíbulos los lugares ideales para soñar con ese antiguo poder tiránico sobre los demás. Prueba de esto fueron las célebres orgías de Carlos de Borbón, conde de Charolais, o las del rey Luis XV en el Parque de los ciervos. Incluso, según Beauvoir, las prácticas sexuales de la aristocracia de la época incluían situaciones mucho más comprometedoras que aquellas por las que Sade fue juzgado.
Pero fuera de los muros de su «petite maison» Sade no pretende ya ejercer su «poderío» sobre los demás: se caracterizó siempre por ser muy amable y buen conversador. Para Beauvoir, los datos que han sido conservados acerca de la personalidad de Sade revelan el comportamiento típico de un hombre tímido, temeroso de los demás e incluso de la misma realidad que le rodea. Además dice:

Si habla tanto de la firmeza de espíritu, no es porque la posea sino porque la ansía: en la adversidad gime, se desespera y enloquece. El temor de quedarse sin dinero que lo obsesiona sin tregua, revela una inquietud más difusa: desconfía de todo y de todos, porque se siente inadaptado.

De hecho, Sade fue un hombre paciente en cuanto a la elaboración de su extensa obra, pero ante acontecimientos triviales solía sufrir ataques de ira que lo llevaban a elaborar cálculos inverosímiles acerca de supuestas «confabulaciones» en su contra. Se han conservado y publicado varias de las cartas que escribió a su esposa desde prisión. Algunas de ellas muestran una extraña y paranoica obsesión con el significado oculto de los números.
Sade, dice Beauvoir, eligió lo imaginario, pues ante una realidad cada vez más desordenada (deudas, fugas de la justicia, amoríos), encontró en las imaginerías del erotismo el único medio de centrar su existencia y hallar cierto grado de estabilidad. La sociedad, al privar al marqués toda libertad clandestina, pretendió socializar su erotismo: entonces, a la inversa, su vida social se desarrollará desde ese instante de acuerdo con un plan erótico. Puesto que no se puede separar en paz el mal del bien para entregarse alternativamente al uno o al otro, es ante el bien, y aún en función de él, que es preciso reivindicar el mal. Que su actitud ulterior encuentra sus raíces en el resentimiento, Sade lo ha confesado en diversas ocasiones:

Hay almas que parecen duras a fuerza de ser susceptibles ante la emoción, y llegan demasiado lejos; lo que se les atribuye de despreocupación y de crueldad es apenas una manera, por ellas sólo conocida, de sentir más profundamente que las otras.
Alina y Valcour

O como cuando imputa los vicios a la malignidad de los hombres:

Fue su ingratitud la que secó mi corazón, su perfidia la que destruyó en mí esas virtudes funestas para las cuales había quizá nacido como vosotros.
La filosofía en el tocador

## Pensamiento
Sostuve mis extravíos con razonamientos. No me puse a dudar. Vencí, arranqué de raíz, supe destruir en mi corazón todo lo que podía estorbar mis placeres.
D. A. F. Sade

Para Simone de Beauvoir, Sade fue un hombre racionalista, que necesitaba comprender la dinámica interna de sus actos y los de sus semejantes, y que solo se afilió a las verdades dadas por la evidencia. Por eso fue más allá del sensualismo tradicional, hasta transformarlo en una moral de singular autenticidad. Además, según esta autora, las ideas de Sade se anticiparon a las de Nietzsche, Stirner, Freud y a las del surrealismo, pero su obra resulta en buena medida ilegible, en sentido filosófico, y llega incluso a la incoherencia.
Para Maurice Blanchot, el pensamiento de Sade es impenetrable, pese a que abunden en su obra los razonamientos teóricos, expresados con claridad, y pese a que estos respeten escrupulosamente las disposiciones de la lógica. En Sade, el uso de sistemas lógicos es constante; retorna con paciencia sobre un mismo asunto una y otra vez, mira cada cuestión desde todos los puntos de vista, examina todas las objeciones, responde a ellas, encuentra otras a las cuales responde también. Su lenguaje es abundante, pero claro, preciso y firme. Sin embargo, según Blanchot, no es posible ver el fondo del pensamiento sadiano o hacia dónde se dirige exactamente, ni de dónde parte. Así pues, tras la intensa racionalización hay un hilo conductor de completa irracionalidad.
La lectura de la obra de Sade, dice Blanchot, genera en el lector un malestar intelectual frente a un pensamiento que siempre se reconstruye, tanto más en la medida en que el lenguaje de Sade es sencillo, y no recurre a figuras retóricas complicadas ni a argumentos rebuscados.

### Ateísmo
La idea de Dios es el único mal que no puedo perdonar al hombre.
D. A. F. Sade

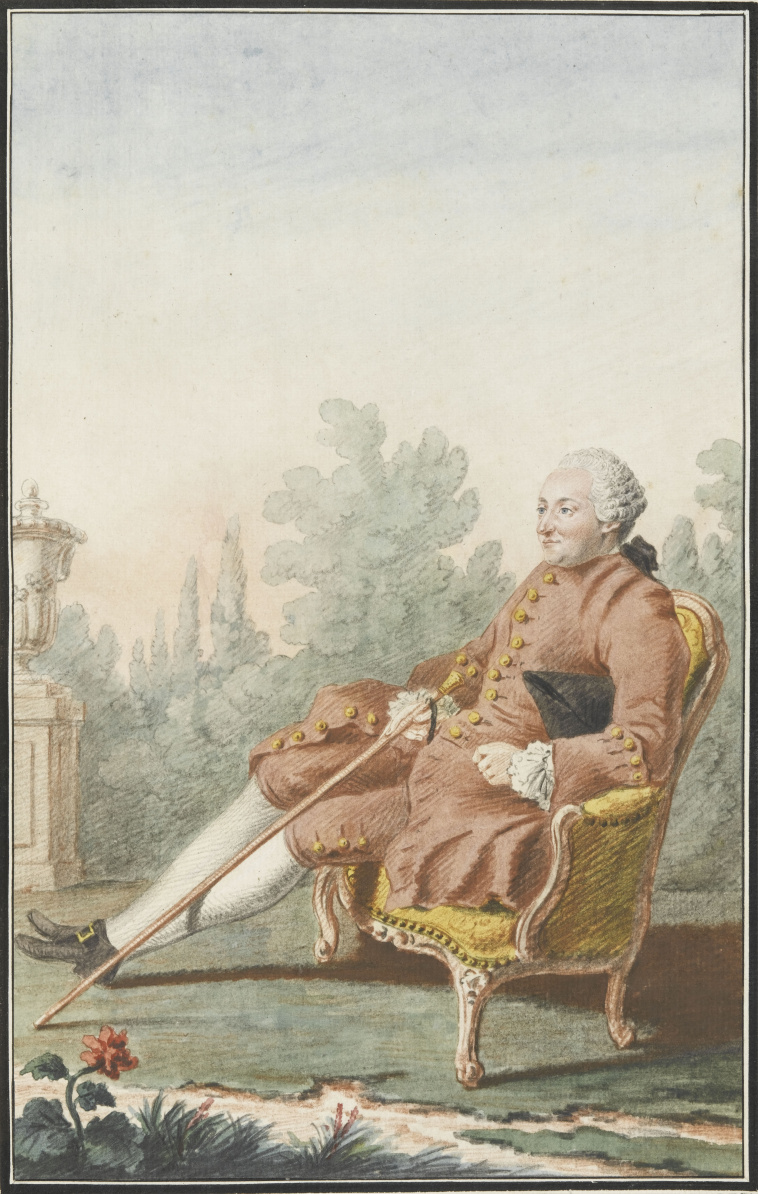
La obra del Barón de Holbach fue una de las principales influencias respecto a los planteamientos de Sade sobre el ateísmo.

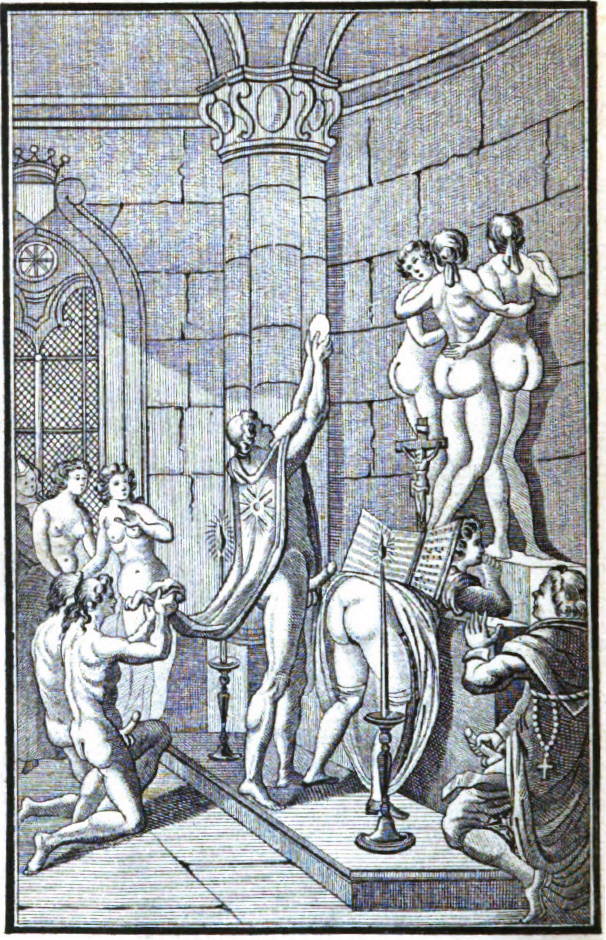
Grabado de La nueva Justine (1797).

Maurice Heine ha hecho resaltar la firmeza del ateísmo de Sade, pero, como Pierre Klossowski señala, ese ateísmo no es de sangre fría. Desde que en el desarrollo más tranquilo aparece el nombre de Dios, inmediatamente el lenguaje se enciende, el tono se eleva, el movimiento del odio arrastra las palabras, las trastorna. No es ciertamente en las escenas de lujuria en las cuales Sade da pruebas de su pasión, sino que la violencia y el desprecio y el calor del orgullo y el vértigo del poder y del deseo se despiertan inmediatamente cada vez que el hombre sadiano percibe en su camino algún vestigio de Dios. La idea de Dios es, de alguna manera, la falta inexpiable del hombre, su pecado original, la prueba de su nada, lo que justifica y autoriza el crimen, pues contra un ser que ha aceptado anularse enfrente de Dios, no se podría recurrir, según Sade, a medios demasiado enérgicos de aniquilamiento.
Sade expresa que, al no saber el ser humano a quién atribuir lo que veía, en la imposibilidad en que se hallaba de explicar las propiedades y el comportamiento de la naturaleza, gratuitamente erigió por encima de ella un ser revestido del poder de producir todos los efectos cuyas causas eran desconocidas. La costumbre de creer que estas opiniones eran verdaderas y la comodidad que se hallaba en esto para satisfacer a la vez la pereza mental y la curiosidad, hicieron que pronto se diese a esta invención el mismo grado de creencia que a una demostración geométrica; y la persuasión llegó a ser tan fuerte, la costumbre tan arraigada, que se necesitó toda la fuerza de la razón para preservarse del error. De admitir a un dios, pronto se pasó a adorarlo, implorarle y temerle. De este modo, según Sade, para apaciguar los malos efectos que la naturaleza traía sobre los hombres, se crearon las penitencias, efectos del temor y la debilidad.
En su correspondencia con su esposa en la cárcel, admite que su filosofía está basada en la obra Sistema de la naturaleza del Barón de Holbach.
La razón como medio de verificación:
Para Sade, la razón es la facultad natural para que el ser humano se determine por un objeto u otro, en proporción a la dosis de placer o de daño recibido de esos objetos: cálculo sometido de modo absoluto a los sentidos, puesto que solo de ellos se reciben las impresiones comparativas que constituyen o los dolores de los que se quiere huir o el placer que se debe buscar. Así pues, la razón no es más que la balanza con la que son pesados los objetos, y por la cual, poniendo en el peso aquellos objetos que están lejos de alcance, se conoce lo que se debe pensar por la relación existente entre ellos, de tal forma que sea siempre la apariencia del mayor placer lo que gane. Esta razón, en los seres humanos como en los demás animales, que también la tienen, no es más que el resultado del mecanismo más tosco y más material. Pero como no existe, dice Sade, otro medio más confiable de verificación, solo a él es posible someter la fe hacia objetos sin realidad.
Existencia real y existencia objetiva:
El primer efecto de la razón, según Sade, es establecer una diferencia esencial entre el objeto que se manifiesta y el objeto que es percibido. Las percepciones representativas de un objeto son de diferentes tipos. Si muestran los objetos como ausentes, pero como presentes en otro tiempo a la mente, es lo que se llama memoria. Si presentan los objetos sin expresar ausencia, entonces es imaginación, y esta imaginación es para Sade la causa de todos los errores. Pues la fuente más abundante de estos errores reside en que se supone una existencia propia a los objetos de estas percepciones interiores, una existencia separada del Ser, de la misma forma que son concebidas separadamente. Por consiguiente, Sade da a esta idea separada, a esta idea surgida del objeto imaginado, el nombre de existencia objetiva o especulativa, para diferenciarla de la que está presente, a la que llama existencia real.
Pensamientos e ideas:
No hay nada más común, dice Sade, que engañarse entre la existencia real de los cuerpos que están fuera del Ser y la existencia objetiva de las percepciones que están en la mente. Las mismas percepciones se diferencian de quien las percibe, y entre sí, según que perciban los objetos presentes, sus relaciones, y las relaciones de estas relaciones. Son pensamientos en tanto que aportan las imágenes de las cosas ausentes; son ideas en tanto que aportan imágenes que están dentro del Ser. Sin embargo, todas estas cosas no son más que modalidades, o formas de existir del Ser, que no se distinguen ya entre sí, ni del Ser mismo, más de lo que la extensión, la solidez, la figura, el color, el movimiento de un cuerpo, se distinguen de ese cuerpo.
La falacia de la relación simple de causa-efecto:
A continuación, dice Sade, se imaginaron forzosamente términos que conviniesen de manera general a todas las ideas particulares que eran semejantes; se ha dado el nombre de causa a todo ser que produce algún cambio en otro ser distinto de él, y efecto a todo cambio producido en un ser por una causa cualquiera. Como estos términos excitan en las personas al menos una imagen confusa de ser, de acción, de reacción, de cambio, la costumbre de servirse de ellos ha hecho creer que se tenía una percepción clara y distinta, y por último se ha llegado a imaginar que podía existir una causa que no fuese un ser o un cuerpo, una causa que fuese realmente distinta de cualquier cuerpo, y que, sin movimiento y sin acción, pudiese producir todos los efectos imaginables. Para Sade, todos los seres, actuando y reaccionando constantemente unos sobre otros, producen y sufren al mismo tiempo cambios; pero, según dice, la íntima progresión de los seres que han sido sucesivamente causa y efecto pronto cansó la mente de aquellos que solo quieren encontrar la causa en todos los efectos: sintiendo que su imaginación se agotaba ante esta larga secuencia de ideas, les pareció más breve remontar todo de una vez a una primera causa, imaginada como la causa universal, siendo las causas particulares efectos suyos, y sin que ella sea, a su vez, el efecto de ninguna causa. Así pues, para Sade, al producto de la existencia objetiva o especulativa es a lo que las personas han dado el nombre de Dios. En su novela Juliette, Sade dice: «Estoy de acuerdo con que no comprendemos la relación, la secuencia y la progresión de todas las causas; pero la ignorancia de un hecho nunca es motivo suficiente para creer o determinar otro».
Crítica al judaísmo:
Sade examina el judaísmo de la siguiente manera: En primer lugar, critica el hecho de que los libros de la Torá hayan sido escritos mucho tiempo después de que los supuestos hechos históricos que narran hayan ocurrido. De este modo, afirma que estos libros no son más que obra de algunos charlatanes, y que en ellos se ve, en lugar de huellas divinas, el resultado de la estupidez humana. Prueba de ello, para Sade, es el hecho de que el pueblo judío se autoproclame como escogido, y que anuncie que solo a él habla Dios; que solo se interesa por su suerte; que solo por él cambia el curso de los astros, separa los mares, aumenta el rocío: como si no le hubiese sido mucho más fácil a ese dios penetrar en los corazones, iluminar los espíritus, que cambiar el curso de la naturaleza, y como si esta predilección en favor de un pueblo pudiese estar de acuerdo con la majestad suprema del ser que creó el universo. Además, Sade presenta como prueba que debería bastar, según él, para dudar de los acontecimientos extraordinarios narrados por la Torá, el hecho de que los registros históricos de las naciones vecinas no mencionen en absoluto esas maravillas. Se burla de que cuando supuestamente Yahvé dictaba el decálogo a Moisés, el pueblo «escogido» construía un becerro de oro en la llanura para adorarlo, y cita otros ejemplos de incredulidad entre los judíos, además de decir que en los momentos en que éstos fueron más fieles a su dios, fue cuando la desgracia los oprimió con mayor dureza.
Crítica al cristianismo:
Al rechazar al dios de los judíos, Sade se propone examinar la doctrina cristiana. Empieza por decir que la biografía de Jesús de Nazareth está plagada de piruetas, trucos, curaciones de charlatanes y juegos de palabras. El que se anuncia como hijo de Dios, para Sade, no es más que «un judío loco». Haber nacido en un establo es para el autor símbolo de abyección, de pobreza y pusilanimidad, lo que contradice la majestad de un dios. Afirma que el éxito obtenido por la doctrina de Cristo se debió a que se ganó la simpatía del pueblo, predicando la simplicidad mental (pobreza de espíritu) como una virtud.

### Egoísmo integral
Maurice Blanchot encuentra, pese al «absoluto relativismo» de Sade, un principio fundamental en su pensamiento: la filosofía del interés, seguido por el egoísmo integral. Para Sade, cada quien debe hacer lo que le plazca, y nadie tiene otra ley que la de su placer, principio que fue recalcado más tarde por el ocultista inglés Aleister Crowley en El libro de la ley, de 1904. Esta moral está fundada en el hecho primero de la soledad absoluta. La naturaleza hace al hombre nacer solo, y no existe ninguna especie de relación entre un hombre y otro. La única regla de conducta es, pues, que el hombre prefiera todo lo que le convenga, sin tener en cuenta las consecuencias que esta decisión pueda acarrear al prójimo. El mayor dolor de los demás cuenta siempre menos que el propio placer, y no importa comprar el más débil regocijo a cambio de un conjunto de desastres, pues el goce halaga, y está dentro del hombre, pero el efecto del crimen no le alcanza, y está fuera de él. Este principio egoísta está, para Blanchot, perfectamente claro en Sade, y se puede encontrar en toda su obra.

### Igualdad de los individuos
Sade considera a todos los individuos iguales ante la naturaleza, por lo que cada quién tiene el derecho de no sacrificarse a la conservación de los demás, incluso si la propia felicidad depende de la ruina de otros. Todos los hombres son iguales; ello quiere decir que ninguna criatura vale más que otra y por lo mismo, todas son intercambiables, ninguna tiene sino la significación de una unidad en un recuento infinito. Enfrente del hombre libre, todos los seres son iguales en nulidad, y el poderoso, al reducirlos a nada, no hace sino volver evidente esa nada. Además, formula la reciprocidad de derechos mediante una máxima válida tanto para las mujeres como para los hombres: darse a todos aquellos que lo desean y tomar a todos aquellos a quienes deseamos. «¿Qué mal hago, qué ofensa cometo, diciendo a una bella criatura, cuando la encuentro: préstame la parte de tu cuerpo que puede satisfacerme un instante y goza, si eso te place, de aquella del mío que puede serte agradable?». Semejantes proposiciones le parecen irrefutables a Sade.

Para Sade –escribe Richard Poulin– el hombre tiene derecho a poseer al prójimo para gozar y satisfacer sus deseos; los seres humanos son reducidos a la condición de objetos, de simples órganos sexuales y, como todo objeto, son intercambiables y, por lo tanto, anónimos, carentes de individualidad propia.

### Poder
Para Sade, el poder es un derecho que debe ser conquistado. Para unos, el origen social lo hace más asequible, mientras que otros deben alcanzarlo desde una posición de desventaja. Los personajes poderosos de sus obras, dice Blanchot, han tenido la energía de elevarse por encima de los prejuicios, contrario al resto de la humanidad. Unos están en posiciones privilegiadas: duques, ministros, obispos, etc., y son fuertes porque forman parte de una clase fuerte. Pero el poder no es solamente un estado, sino una decisión y una conquista, y solo es realmente poderoso aquel que es capaz de lograrlo por medio de su energía. Así pues, Sade también concibe a personajes poderosos que han salido de las clases menos favorecidas de la sociedad y, de este modo, el punto de partida del poder suele ser la situación extrema: la fortuna, por una parte, o la miseria, por otra. El poderoso que nace en medio de privilegios está demasiado arriba como para someterse a las leyes sin decaer, mientras que el que ha nacido en la miseria está demasiado abajo como para conformarse sin perecer. Así, las ideas de igualdad, desigualdad, libertad, revuelta, no son en Sade sino argumentos provisionales a través de los cuales se afirma el derecho del hombre al poder. De este modo, llega el momento en que las distinciones entre los poderosos desaparecen, y los bandoleros son elevados a la condición de nobles, a la vez que éstos dirigen pandillas de ladrones.

### Crimen
Siguiendo la doctrina del determinismo causal de autores ilustrados (Hobbes, Locke o Hume) como ley general del universo, Sade concluye que las acciones humanas son determinadas también, y por lo tanto, carentes de responsabilidad moral, siguiendo así un relativismo moral libertino. Siguiendo con la filosofía materialista de Holbach, concluye que todas las acciones pertenecen y sirven a la naturaleza.

¿No añadirán que es indiferente al plan general que tal o cual sea preferentemente bueno o malo; que si el infortunio persigue a la virtud y la prosperidad acompaña al crimen, siendo ambas cosas iguales para los proyectos de la naturaleza, es infinitamente mejor tomar partido entre los malvados, que prosperan, que entre los virtuosos, que fracasan?

Para el antihéroe de Sade, el crimen es una afirmación del poder, y consecuencia de la regla del egoísmo integral. El criminal sadiano no teme al castigo divino porque es ateo y, así, dice haber superado esa amenaza. Sade responde a la excepción que existe para la satisfacción criminal: dicha excepción consiste en que el poderoso encuentre la desgracia en su búsqueda del placer, pasando de tirano a víctima, lo que hará ver a la ley del placer como una trampa mortal, por lo que los hombres, en lugar de querer triunfar por el exceso, volverán a vivir en la preocupación del mal menor. La respuesta de Sade a este problema es contundente: al hombre que se vincula al mal nunca puede sucederle algo malo. Este es el tema esencial de su obra: a la virtud todos los infortunios, al vicio la dicha de una constante prosperidad. En principio, esta contundencia puede parecer ficticia y superficial, pero Sade responde de la siguiente manera: es, pues, cierto que la virtud hace la desgracia de los hombres, pero no porque los exponga a sucesos desgraciados, sino porque, si quitamos la virtud, lo que era desdicha se convierte en ocasión de placer, y los tormentos son voluptuosidades. Para Sade, el hombre soberano es inaccesible al mal porque nadie puede hacerle mal; es el hombre de todas las pasiones y sus pasiones se complacen en todo. El hombre del egoísmo integral es quien sabe transformar todos los disgustos en gustos, todas las repugnancias en atractivos. Como filósofo de boudoir afirma: «Me gusta todo, me divierto con todo, quiero reunir todos los géneros». Y por ello Sade, en Las 120 jornadas de Sodoma, se dedica a la tarea gigantesca de hacer la lista completa de las anomalías, de las desviaciones, de todas las posibilidades humanas. Es necesario probar todo para no estar a merced de algo. «No conocerás nada si no has conocido todo, si eres lo bastante tímido para detenerte con la naturaleza, ésta se te escapará para siempre.» La suerte puede cambiar y convertirse en mala suerte: pero entonces no será sino una nueva suerte, tan deseada o tan satisfactoria como la otra.

## Obra
Maldito sea el escritor llano y vulgar que, sin pretender otra cosa que ensalzar las opiniones de moda, renuncia a la energía que ha recibido de la naturaleza, para no ofrecernos más que el incienso que quema con agrado a los pies del partido que domina. […] Lo que yo quiero es que el escritor sea un hombre de genio, cualesquiera que puedan ser sus costumbres y su carácter, porque no es con él con quien deseo vivir, sino con sus obras, y lo único que necesito es que haya verdad en lo que me procura; lo demás es para la sociedad, y hace mucho tiempo que se sabe que el hombre de sociedad raramente es un buen escritor. Diderot, Rousseau y d’Alembert parecen poco menos que imbéciles en sociedad, y sus escritos serán siempre sublimes, a pesar de la torpeza de los señores de los Débats... Por lo demás, está tan de moda pretender juzgar las costumbres de un escritor por sus escritos; esta falsa concepción encuentra hoy tantos partidarios, que casi nadie se atreve a poner a prueba una idea osada: si desgraciadamente, para colmo, a uno se le ocurre enunciar sus pensamientos sobre la religión, he ahí que la turba monacal os aplasta y no deja de haceros pasar por un hombre peligroso. ¡Los sinvergüenzas, de estar en su mano, os quemarían como la Inquisición! Después de esto, ¿cabe todavía sorprenderse de que, para haceros callar, difamen en el acto las costumbres de quienes no han tenido la bajeza de pensar como ellos?
Sade, La estima que se debe a los escritores.

En los cuadernos personales que Sade escribió entre 1803 y 1804, resumió el catálogo de su obra de la siguiente manera:

Mi catálogo general será pues:

| Título de la obra                     | Título en español                    | N.º de volúmenes |
| ------------------------------------- | ------------------------------------ | ---------------- |
| Aline et Valcour                      | Alina y Valcour                      | 6                |
| Les Crimes de l’amour                 | Los crímenes del amor                | 6                |
| Le Boccace français                   | El Boccaccio francés                 | 2                |
| Le Portefeuille d'un homme de lettres | El portafolio de un hombre de letras | 3                |
| Conrad                                | Conrado                              | 4                |
| Marcel                                | Marcelo                              | 4                |
| Mes Confessions                       | Mis confesiones                      | 2                |
| Mon Théâtre                           | Mi teatro                            | 2                |
| Réfutation de Fénelon                 | Refutación de Fénelon                | 1                |
| Total de volúmenes                    |                                      | 30               |

Y al final anota:

Todo tiene que hacerse en un mismo formato in-12, con un solo grabado en la portada de cada volumen y mi retrato en las Confessions ―El retrato de Fénelon delante de su refutación.

Del anterior catálogo desaparecieron algunas obras, como sus Confesiones y la Refutación de Fénelon (que habría sido una apología del ateísmo). Se presume que dichas obras hicieron parte de los papeles que, tras la muerte de Sade, encontró su hijo Armand en la celda de Charenton, y que posteriormente habría quemado. En la hoguera también habría desaparecido el manuscrito conocido como Les Journées de Florbelle. En cambio han permanecido otras como Aline y Valcour y Los crímenes del amor, que fueron publicadas en vida de Sade. Por otra parte, Sade no menciona, por obvias razones, las obras censuradas por las autoridades (como Justine y Juliette), además de que murió pensando que la extensa novela que escribió en la Bastilla, titulada Las ciento veinte jornadas de Sodoma, había sido destruida al estallar la Revolución.

Nunca, repito, nunca pintaré el crimen bajo otros colores que los del infierno; quiero que se lo vea al desnudo, que se lo tema, que se lo deteste, y no conozco otra forma de lograrlo que mostrarlo con todo el horror que lo caracteriza.
Sade, Ideas sobre las novelas.

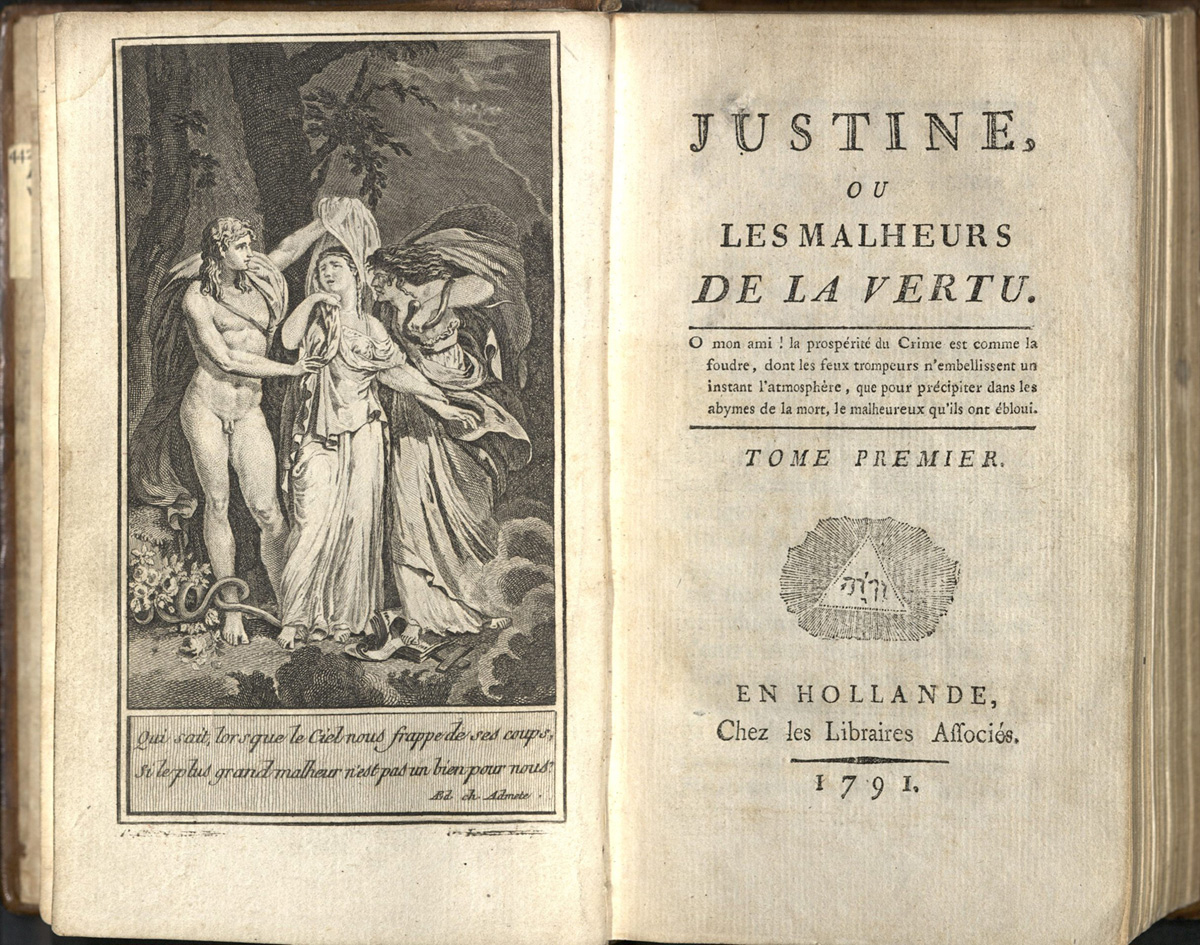
Una de las ediciones de Justine en vida de Sade.

Muchas de las obras de Sade contienen explícitas descripciones de violaciones e innumerables perversiones, parafilias y actos de violencia extrema que en ocasiones trascienden los límites de lo posible. Sus protagonistas característicos son los antihéroes, los libertinos que protagonizan las escenas de violencia y que mediante sofismas de todo tipo justifican sus acciones.

Su pensamiento y su escritura configuran un collage caleidoscópico construido a partir de los planteamientos filosóficos de la época, que Sade parodia y describe, incluida la propia figura del escritor-filósofo. Otro tanto ocurre desde el punto de vista literario, donde Sade parte de los clichés habituales de la época, o bien de elementos extraídos de la más reconocida tradición literaria, para desviarlos, subvertirlos y pervertirlos. [...] El resultado de todo ello es una escritura tremendamente original.
Mª Concepción Pérez Pérez, Sade o el eterno proceso.

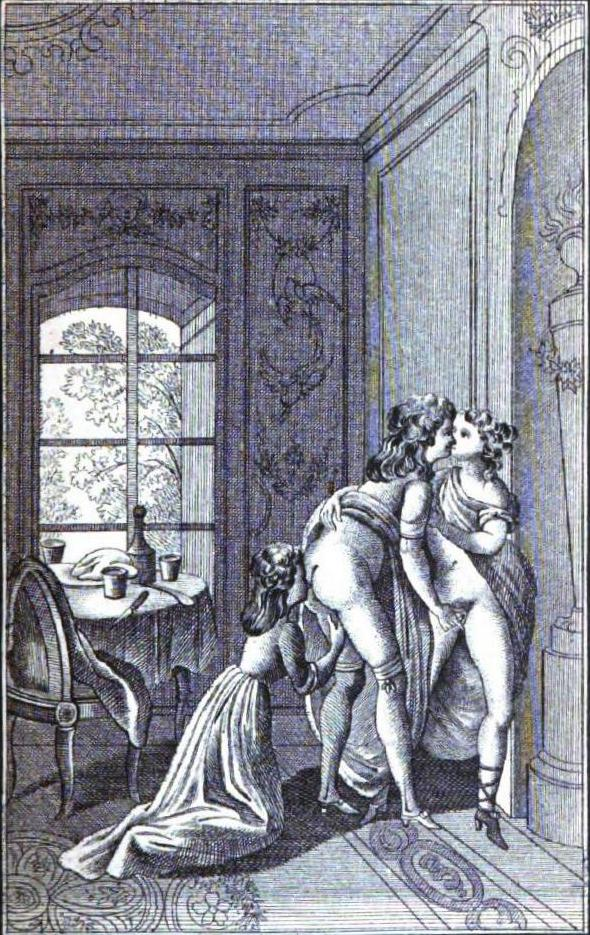
Ilustración de Justine. Volumen 2.

Concepción Pérez destaca el humor y la ironía de Sade, aspectos en los que la crítica no se habría detenido lo suficiente, considerando que «uno de los grandes errores que vician la lectura de Sade, lo constituye precisamente el tomárselo demasiado en serio, sin considerar el alcance de ese humor (negro) que empapa su escritura». No obstante, la mayoría de los que han interpretado la obra de Sade han querido ver en las disertaciones de sus antihéroes los principios filosóficos del propio Sade. Ya en vida, Sade tuvo que defenderse de estas interpretaciones:

Cada actor de una obra dramática debe hablar el lenguaje establecido por el carácter que representa; que entonces es el personaje quien habla y no el autor, y que es lo más normal del mundo, en ese caso, que ese personaje, absolutamente inspirado por su papel, diga cosas completamente contrarias a lo que dice el autor cuando es él mismo quien habla. Ciertamente, ¡qué hombre hubiera sido Crébillon si siempre hubiera hablado como Atrée!; ¡qué hombre hubiera sido Racine si hubiera pensado como Nerón!; ¡qué monstruo hubiera sido Richardson si no hubiera tenido otros principios que los de Lovelace!
Sade, A Villeterque, foliculario.

Sade fue un autor prolífico que se adentró en diversos géneros. Gran parte de su obra se perdió, víctima de varios ataques; entre ellos, los de su propia familia, que destruyó numerosos manuscritos en más de una ocasión. Otras obras permanecen inéditas, principalmente su producción dramática (sus herederos poseen los manuscritos de catorce obras de teatro inéditas).
Se conoce que en su estancia en Lacoste, posterior al escándalo de Arcueil, Sade formó una compañía de teatro que daba representaciones semanales, en algunas ocasiones de sus propias obras. También se sabe que en ese tiempo viajó a Holanda para intentar publicar algunos manuscritos. De estos trabajos, que serían su primera obra, no se conserva nada. Posteriormente, durante su viaje por Italia, tomó numerosas notas sobre las costumbres, la cultura, el arte y la política del país; como resultado de esas notas escribe Viaje por Italia, que nunca ha sido traducida al español.

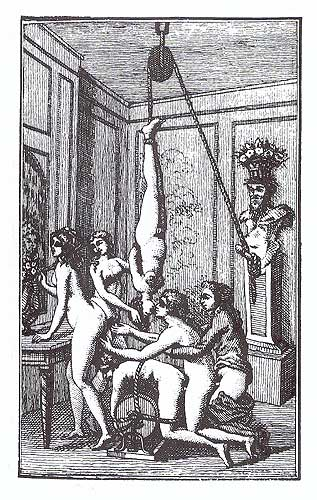
Ilustración en un impreso neerlandés de Juliette, c. 1800.

Ya preso en Vincennes escribe Cuentos, historietas y fábulas, colección de cuentos muy breves entre los que destaca con mayor extensión, por su humor e ironía, llegando al sarcasmo, El presidente burlado.
En 1782, también mientras estaba en prisión, escribió el relato corto Diálogo entre un sacerdote y un moribundo, en el que expresa su ateísmo mediante el diálogo entre un cura y un viejo moribundo, quien convence al primero de que su vida piadosa ha sido un error.
En 1787, Sade escribió Justine o los infortunios de la virtud, una primera versión de Justine, que fue publicada en 1791. Describe las desgracias de una chica que elige el camino de la virtud y no obtiene otra recompensa que los repetidos abusos a los que es sometida por varios libertinos. Sade escribió también L'Histoire de Juliette (1798) o El vicio ampliamente recompensado, que narra las aventuras de la hermana de Justine, Juliette, quien elige rechazar las enseñanzas de la iglesia y adoptar una filosofía hedonista y amoral, lo que le proporciona una vida llena de éxito.
La novela Los 120 días de Sodoma, escrita en 1785, aunque no terminada, cataloga una amplia variedad de perversiones sexuales perpetradas contra un grupo de adolescentes esclavizados, y es el trabajo más gráfico de Sade. El manuscrito desapareció durante la toma de la Bastilla, pero fue descubierto en 1904 por Iwan Bloch, y la novela fue publicada entre 1931 y 1935 por Maurice Heine.
La novela La filosofía en el tocador (1795) relata la completa perversión de una adolescente, llevada a cabo por unos «educadores», hasta el punto de que termina matando a su madre del modo más cruel posible. Está escrita en forma de diálogo teatral, incluyendo un extenso panfleto político, ¡Franceses! ¡Un esfuerzo más si deseáis ser republicanos!, en el que, coincidiendo con la opinión del «educador» Dolmancé, se hace un llamamiento a profundizar en una revolución que se considera inacabada. El panfleto fue vuelto a publicar y distribuido durante la Revolución de 1848 en Francia.

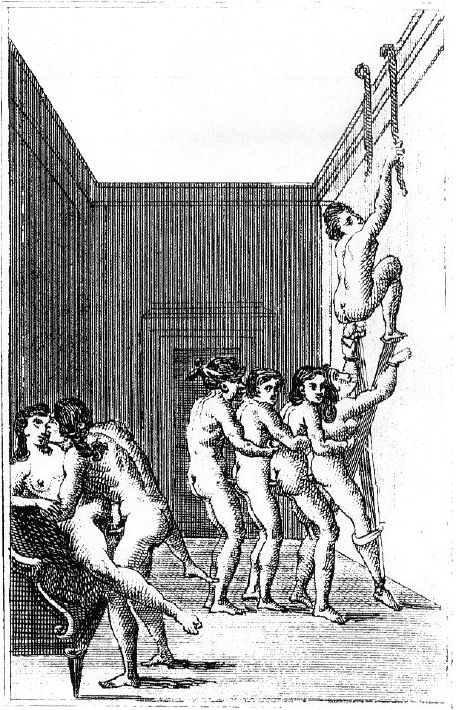
Ilustración de una edición alemana de Justine. 1797.

El tema de Aline y Valcour (1795) es recurrente en la obra de Sade: una pareja de jóvenes se quieren, pero el padre de ella trata de imponer un matrimonio de conveniencia. La novela se compone de varias tramas; la principal, narrada mediante una serie de cartas que se cruzan los distintos protagonistas, y los dos viajes y peripecias de cada uno de los jóvenes: Sainville y Leonore. En el viaje de Sainville se incluye el relato La isla de Tamoe, descripción de una sociedad utópica. Este fue el primer libro que Sade publicó con su verdadero nombre.
En 1800 publicó una colección de cuatro volúmenes de relatos titulada Los crímenes de amor. En la introducción, Ideas sobre las novelas, da un consejo general a los escritores y hace referencia asimismo a las novelas góticas, especialmente a El monje, de Matthew Gregory Lewis, que considera superior al trabajo de Ann Radcliffe. Uno de los relatos de la colección, Florville y Courval, ha sido considerado también como perteneciente al género «gótico». Es la historia de una joven mujer que, contra su voluntad, termina enredada en una intriga incestuosa.
Mientras estaba encarcelado nuevamente en Charenton, escribió tres novelas históricas: Adelaide de Brunswick, Historia secreta de Isabel de Baviera y La marquesa de Gange. Escribió también varias obras de teatro, la mayor parte de las cuales permanecieron inéditas. Le Misanthrope par amour ou Sophie et Desfrancs fue aceptada por la Comédie-Française en 1790 y Le Comte Oxtiern ou les effets du libertinage fue representada en el Teatro Molière en 1791.

### Listado de obras
| Año de publicación | Título    | En español | Año del manuscrito |
| ------------------ | --------- | ---------- | ------------------ |
| 1961               | La Vérité | La Verdad  | Datado en 1787     |

| Año de publicación | Título                                                  | En español                                                       | Año del manuscrito                                          |
| ------------------ | ------------------------------------------------------- | ---------------------------------------------------------------- | ----------------------------------------------------------- |
| 1791               | Justine ou les Malheurs de la vertu                     | Justine o los infortunios de la virtud                           | 1788, versión ampliada de Les Infortunes de la vertu (1787) |
| 1795               | Aline et Valcour ou le Roman philosophique              | Alina y Valcour o la novela filosófica                           | 1788                                                        |
| 1795               | La Philosophie dans le boudoir                          | La filosofía en el tocador                                       | ---                                                         |
| 1797               | La Nouvelle Justine, ou les Malheurs de la vertu        | La nueva Justine o las desgracias de la virtud                   | ---                                                         |
| 1800               | Les Crimes de l'amour, Nouvelles héroïques et tragiques | Los crímenes del amor, novelas heroicas y trágicas               | ---                                                         |
| 1801               | Histoire de Juliette, ou les Prospérités du vice        | Historia de Juliette o las prosperidades del vicio               | ---                                                         |
| 1813               | La Marquise de Gange                                    | La marquesa de Gange                                             | ---                                                         |
| 1881               | Dorci, ou la Bizarrerie du sort                         | Dorci, o las rarezas del destino                                 | ---                                                         |
| 1904               | Les 120 journées de Sodome, ou l'École du libertinage   | Las ciento veinte jornadas de Sodoma o la escuela de libertinaje | 1785                                                        |
| 1926               | Dialogue entre un prêtre et un moribond                 | Diálogo entre un sacerdote y un moribundo                        | 1782                                                        |
| 1926               | Historiettes, Contes et Fabliaux                        | Historietas, cuentos y fábulas                                   | 1787-1788                                                   |
| 1930               | Les Infortunes de la vertu                              | Los infortunios de la virtud                                     | 1787                                                        |
| 1953               | Histoire secrète d'Isabelle de Bavière, reine de France | Historia secreta de Isabel de Baviera, reina de Francia          | 1813                                                        |
| 1954               | Adélaïde de Brunswick, princesse de Saxe                | Adelaida de Brunswick, princesa de Sajonia                       | 1812                                                        |
| ---                | Les Journées de Florbelle ou la Nature dévoilée         | Las jornadas de Florbelle o la naturaleza desvelada              | Obra destruida                                              |

| Año de publicación | Título                                        | En español                                      | Año del manuscrito             |
| ------------------ | --------------------------------------------- | ----------------------------------------------- | ------------------------------ |
| 1781               | L'Inconstant                                  | El inconstante                                  | ---                            |
| 1783               | La Double Épreuve, ou le Prévaricateur        | La doble prueba o el transgresor                | ---                            |
| 1783               | Le Mari crédule, ou la Folle Épreuve          | El marido crédulo o la prueba loca              | ---                            |
| 1800               | Oxtiern, ou les Malheurs du libertinage       | Oxtiern o las desdichas del libertinaje         | Primera representación en 1791 |
| 1967               | Le Philosophe soi-disant                      | El filósofo en su opinión                       | ---                            |
| 1970               | Les Antiquaires                               | Los anticuarios                                 | Datado en 1790                 |
| 1970               | Le Boudoir                                    | El tocador                                      | ---                            |
| 1970               | Le Capricieux                                 | La caprichosa                                   | ---                            |
| 1970               | L'Égarement de l'infortune                    | Los extravíos del infortunio                    | Parcialmente perdido           |
| 1970               | Fanni, ou les Effets du désespoir             | Fanni o los efectos de la desesperación         | Datado en 1790                 |
| 1970               | Les Fêtes de l'Amitié                         | Las fiestas de la amistad                       | Datado en 1790                 |
| 1970               | Franchise et trahison                         | Franquicia y tradición                          | Datado en 1790                 |
| 1970               | Henriette et Saint-Claire                     | Henriette y Saint-Clair                         | Parcialmente perdido           |
| 1970               | Jeanne Lainé, ou le Siège de Beauvais         | Jeanne Lainé o el siglo de Beauvais             | 1812                           |
| 1970               | Les Jumelles, ou les Choix difficile          | Los gemelos o la difícil elección               | ---                            |
| 1970               | Sophie et Desfrancs, Le Misanthrope par amour | Sofía y Desfrancs, el misántropo por amor       | ---                            |
| 1970               | Tancrède                                      | Tancredo                                        | ---                            |
| 1970               | La Tour enchantée                             | La torre encantada                              | ---                            |
| 1970               | L'Union des arts                              | La unión de las artes                           | ---                            |
| ---                | Henriette, ou la Voix de la nature            | Henriette o la voz de la naturaleza             | ---                            |
| ---                | La Ruse d'amour, ou les Six Spectacles        | La estratagema del amor o los seis espectáculos | ---                            |
| ---                | Le Métamiste, ou l'Homme changeant            | El mutante o el hombre cambiante                | ---                            |
| ---                | Le Suborneur                                  | El sobornador                                   | ---                            |

| Año de publicación     | Título | En español | Año del manuscrito                            |
| ---------------------- | --- | --- | --------------------------------------------- |
| 1791                   | Adresse d'un citoyen de Paris, au roi des Français                                                                        | Carta de un ciudadano de París al rey de los franceses                                                          | 1791                                          |
| 28 de octubre de 1792  | Section des Piques. Observations présentées à l'Assemblée administrative des hôpitaux                                     | Sección de Piques. Observaciones presentadas a la Asamblea administrativa de hospitales                         | 28 de octubre de 1792                         |
| 2 de noviembre de 1792 | Section des Piques. Idée sur le mode de la sanction des Lois, par un citoyen de cette section                             | Sección de Piques. Idea sobre el modo de la sanción de las leyes por un ciudadano de esta sección               | 2 de noviembre de 1792                        |
| 1793                   | Section des Piques. Discours prononcé à la Fête décernée par la Section des Piques, aux mânes de Marat et de Le Pelletier | Discurso pronunciado en la festividad concedida por la Sección de Piques a los manes de Marat y de Le Pelletier | 1793                                          |
| 1793                   | Pétition de la Section des Piques, aux représentants du peuple français                                                   | Petición de la Sección de Piques a los representantes del pueblo francés                                        | 1793                                          |
| 1795                   | Français, encore un effort si vous voulez être républicains                                                               | Franceses, un esfuerzo más si queréis ser republicanos                                                          | 1795, publicado en La filosofía en el tocador |
| ---                    | Projet tendant à changer le nom des rues de l'arrondissement de la Section des Piques                                     | Proyecto para cambiar los nombres de las calles de la ciudad en la jurisdicción de la Sección de Piques         | ---                                           |

| Año de publicación | Título                                                      | En español                                                     | Año del manuscrito         |
| ------------------ | ----------------------------------------------------------- | -------------------------------------------------------------- | -------------------------- |
| 1952               | Séide, conte moral et philosophique                         | El fanático, cuento moral y filosófico                         | Mercure de France N.º 1070 |
| 1956               | Cent onze Notes pour la Nouvelle Justine                    | Ciento once notas para la Nueva Justina                        | Datado en 1791             |
| 1964               | Notes pour les Journées de Florbelle, ou la Nature dévoilée | Notas para las Jornadas de Florbelle o la naturaleza desvelada | ---                        |
| ---                | Le Portefeuille d'un homme des lettres                      | El portafolio de un hombre de letras                           | ---                        |

| Año de publicación | Título                                                     | En español                                                   | Año del manuscrito |
| ------------------ | ---------------------------------------------------------- | ------------------------------------------------------------ | ------------------ |
| 1801               | L'Auteur des Crimes de l'amour à Villeterque, folliculaire | El autor de Los crímenes del amor a Villeterque, foliculario | ---                |
| 1953               | Cahiers personnels                                         | Cuadernos personales                                         | 1803-1804          |
| 1967               | Voyage de Hollande en forme de lettres                     | Viaje a Holanda en forma de cartas                           | 1769               |
| 1967               | Voyage d'Italie                                            | Viaje a Italia                                               | 1784               |
| 1967               | Opuscules sur le théâtre                                   | Opúsculos sobre el teatro                                    | ---                |
| 1967               | Mélanges de prose et de vers                               | Miscelánea en prosa y en verso                               | ---                |
| 1970               | Journal                                                    | Diario                                                       | 1807-1808-1814     |
| ---                | Correspondance                                             | Correspondencia                                              | ---                |

| Año de publicación | Título                                                 | En español                                          | Año del manuscrito |
| ------------------ | ------------------------------------------------------ | --------------------------------------------------- | ------------------ |
| ---                | Lettre au citoyen Gaufridy                             | Carta al ciudadano Gaufridy                         | ---                |
| ---                | L'ogre Minski - Le pape Braschi                        | El ogro Minski seguido por El Papa Braschi          | ---                |
| ---                | Discour contre Dieu                                    | Discurso contra Dios                                | ---                |
| ---                | Le Carillon de Vincennes                               | El carrillón de Vincennes                           | ---                |
| ---                | La Vanille et la Manille                               | La vainilla y la manilla                            | ---                |
| ---                | Pauline et Belval, ou les Victimes d'un amour criminel | Paulina y Berval o las víctimas de un amor criminal | ---                |
| ---                | Zoloé et ses deux acolythes                            | Zoloé y sus dos acólitas                            | ---                |

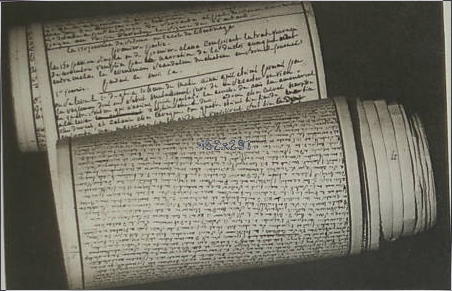
Manuscrito original de Las ciento veinte jornadas de Sodoma, conocido como «el rollo de la Bastilla».

En español no existe aún una edición formal de las obras completas de Sade; se han publicado algunas obras pero la mayoría adolece de una mala traducción. Las únicas ediciones completas están en francés, y son las siguientes:
- Oeuvres complètes du marquis de Sade. Con un examen de las obras por parte de Gilbert Lély, en la edición de Cercle du Livre Précieux. La primera edición, realizada entre 1950 y 1962, constó de 2 volúmenes; la segunda edición, realizada entre 1966 y 1967, tuvo 16 tomos y 8 volúmenes; y la tercera edición, de 1973, formó parte de la colección Têtes de Feuilles.

- Oeuvres complètes du marquis de Sade. Editada por Jean Jacques Pauvert en 1947, quedó incompleta. La segunda edición en 35 volúmenes apareció entre 1966 y 1971. La tercera fue editada junto con Annie Le Brun entre 1986 y 1991 en 15 volúmenes.

- Oeuvres complètes du marquis de Sade. Editada bajo la dirección de Michel Delon en Gallimard, dentro de la colección La Pléiade, en 2 volúmenes.

### Influencias
Las principales fuentes filosóficas de Sade son el Barón de Holbach, La Mettrie, Maquiavelo, Rousseau, Montesquieu y Voltaire. Los dos últimos fueron conocidos personales de su padre. Por otra parte, en Los crímenes del amor se encuentran testimonios del gusto de Sade por el lirismo de Petrarca, a quien siempre admiró.
Se confirma, por las citas explícitas o implícitas que Sade hace en sus obras, la influencia de los siguientes autores y obras: la Biblia, Boccaccio, Cervantes, Cicerón, Dante, Defoe, Diderot, Erasmo, Hobbes, Holbach, Homero, La Mettrie, Molière, Linneo, Locke, Maquiavelo, Marcial, Milton, Mirabeau, Montaigne, Montesquieu, Moro, Pompadour, Rabelais, Racine, Radcliffe, Richelieu, Rousseau, Jacques-François-Paul-Aldonce de Sade, Pedro Abelardo, Petrarca, Salustio, Séneca, Staël, Suetonio, Swift, Tácito, Virgilio, Voltaire y Wolff.

## Recepción de su obra
Su obra más difundida en su tiempo y durante el siglo XIX fue Justine o los infortunios de la Virtud. Sade intentó que fuese un revulsivo en la literatura francesa de la época que consideraba moralista:

El triunfo de la Virtud sobre el vicio, la recompensa del Bien y el castigo del Mal son la base frecuente del desarrollo de las obras de este género. ¿No deberíamos estar hartos ya de este esquema? Pero presentar al Vicio siempre triunfante y a la Virtud víctima de sus propios sacrificios [...] En una palabra, arriesgarme a describir las escenas más atrevidas y las situaciones más extraordinarias, a exponer las afirmaciones más aterradoras y a dar las pinceladas más enérgicas...
Carta a su amiga Constance

La crítica deploró esta obra, que se publicó anónima y circuló clandestinamente. Fue considerada obscena e impía y a su autor se le calificó de depravado: «El corazón más depravado, la mente más degradada, no son capaces de inventar algo que ultraje tanto a la razón, al pudor y a la honestidad»;«...el famoso marqués de Sade, el autor de la obra más execrable que jamás haya inventado la perversidad humana». Un escritor de la época, Restif de la Bretonne, escribiría en contestación a Justine, La anti-Justine o las delicias del Amor. Y la contundente contestación de Sade a una virulenta crítica de otro escritor, Villeterque, hoy se ha hecho célebre (A Villeterque el fuliculario).
A pesar de que su edición fue clandestina, circuló profusamente. En vida de Sade se hicieron seis ediciones de la misma y los ejemplares pasaban de mano en mano, leyéndose de forma oculta, convirtiéndose en una «novela maldita». En el siglo XIX continuó circulando clandestinamente, influyendo en escritores como Swinburne, Flaubert, Fiódor Dostoyevski y en la poesía de Baudelaire (entre los muchos en los que se ha querido ver la influencia sadiana).

Oficialmente ausente a lo largo de todo el siglo XIX, el marqués de Sade aparece, ya por entonces, por todas partes, creando en torno a él una verdadera leyenda. Jules Janin, en 1825, escribe que sus libros figuran, más o menos ocultos, en todas la bibliotecas. Sainte-Beuve lo sitúa al mismo nivel que Byron. «Son los dos grandes inspiradores de nuestros modernos, uno visible y oficial y otro clandestino».
Juan Bravo Castillo, Sade o el malditismo en la novela.

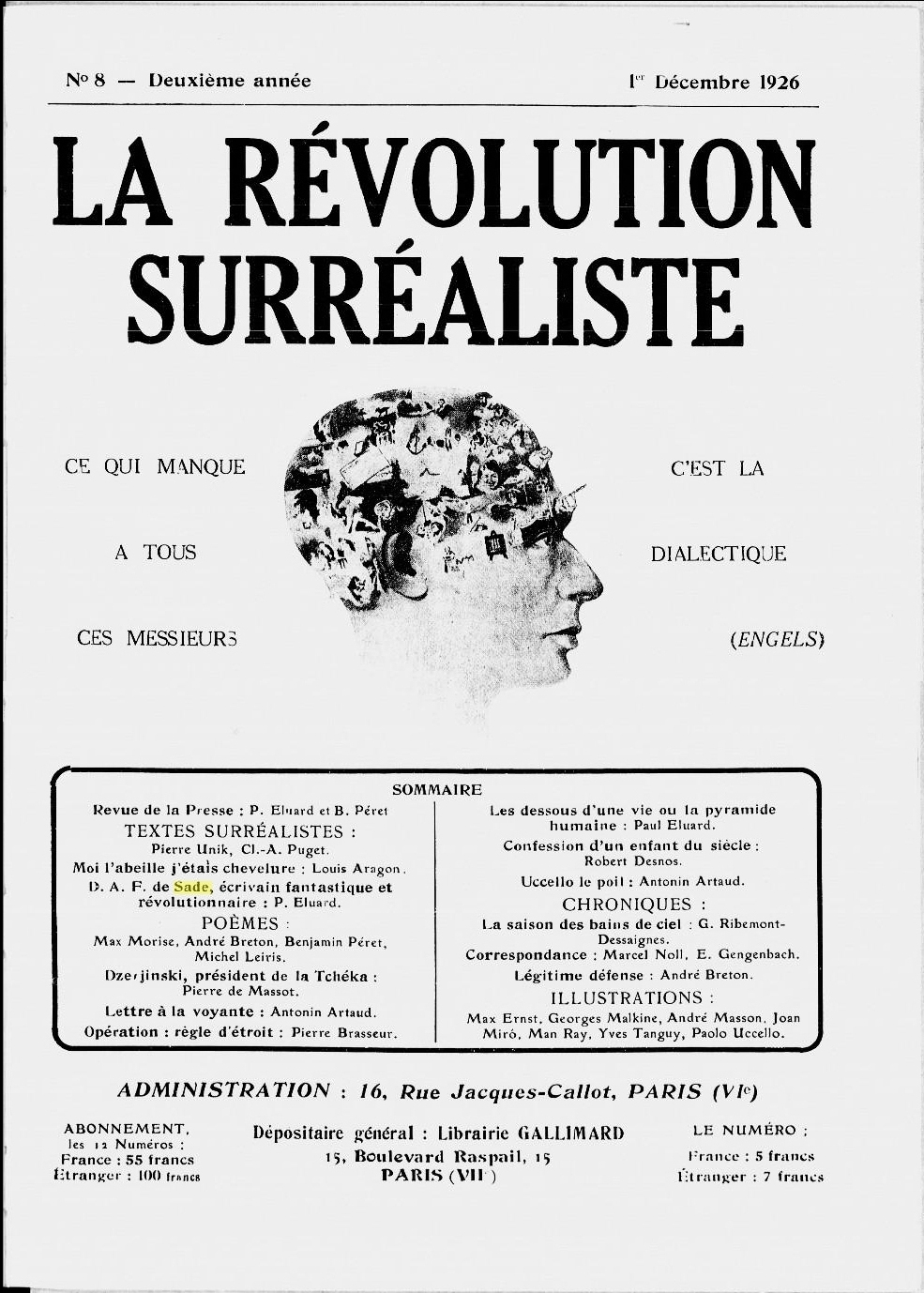
Artículo de Paul Eluard en el número 8 del 1 de diciembre de 1926 de La revolución surrealista, titulado: «D.A.F. de Sade, escritor fantástico y revolucionario».

A principios del siglo XX, Guillaume Apollinaire editó las obras del marqués de Sade, a quien consideraba «el espíritu más libre que haya existido jamás». Los surrealistas lo reivindicaron, considerándolo uno de sus principales precursores. Se considera que ha influido, también, en el teatro de la crueldad de Artaud y en la producción de Buñuel, entre otros.
Después de la Segunda Guerra Mundial, un gran número de intelectuales prestaron atención en Francia a la figura de Sade: Pierre Klossowski (Sade mon prochain, 1947), Georges Bataille (La literatura y el mal), Maurice Blanchot (Sade et Lautréamont, 1949), Roland Barthes y Jean Paulhan, entre otros. Gilbert Lély publicó en 1950 la primera biografía rigurosa del autor.
Simone de Beauvoir, en su ensayo ¿Debemos quemar a Sade? (en francés Faut-il brûler Sade?, Les Temps modernes, diciembre de 1951–enero de 1952) y otros escritores han intentado localizar vestigios de una filosofía radical de libertad en los trabajos de Sade, precediendo al existencialismo en unos 150 años.
Uno de los ensayos en Dialéctica de la Ilustración (1947), de Max Horkheimer y Theodor Adorno, se titula «Juliette, o la Ilustración y la moral», e interpreta el comportamiento de la Juliette de Sade como una personificación filosófica de la Ilustración. Del mismo modo, el psicoanalista Jacques Lacan postula en su ensayo Kant avec Sade (Kant con Sade) que la ética de Sade fue la conclusión complementaria del imperativo categórico postulado originalmente por Immanuel Kant.
Andrea Dworkin veía a Sade como el ejemplar pornógrafo que odia a la mujer, apoyando su teoría en que la pornografía inevitablemente guía hacia la violencia en contra de la mujer. Un capítulo de su libro Pornography: Men Possessing Women (1979) está dedicado al análisis de Sade. Susie Bright afirma que la primera novela de Dworkin, Ice and Fire, rica en violencia y abusos, puede ser interpretada como una versión moderna de Juliette.
En agosto de 2012, Corea del Sur prohibió por «obscenidad extrema» la publicación de Las 120 jornadas de Sodoma. Jang Tag Hwan, miembro de la estatal Comisión coreana de ética editorial, informó a la Agence France-Presse (AFP) que se ordenó a Lee Yoong, de la editorial Dongsuh Press, retirar de la venta y destruir todos los ejemplares de la novela. «Buena parte del libro es extremadamente obscena y cruel, con actos de sadismo, incesto, zoofilia y necrofilia», comentó Jang. Explicó que la descripción detallada de actos sexuales con menores fue un factor importante en la decisión de considerar como «nociva» la publicación del libro. El editor indicó que apelaría la decisión. «Hay muchos libros pornográficos por todas partes. No puedo comprender por qué este libro, objeto de estudios académicos por psiquiatras y expertos literarios, recibe un trato diferente», comentó a la AFP Lee Yoong.

## Trabajos acerca de Sade o su obra

### Música
El marqués es mencionado en el tema "Sadeness" del grupo de New Age electrónico "Enigma", en el que se cuestionan algunos de sus planteamientos morales y filosóficos.

### Libros

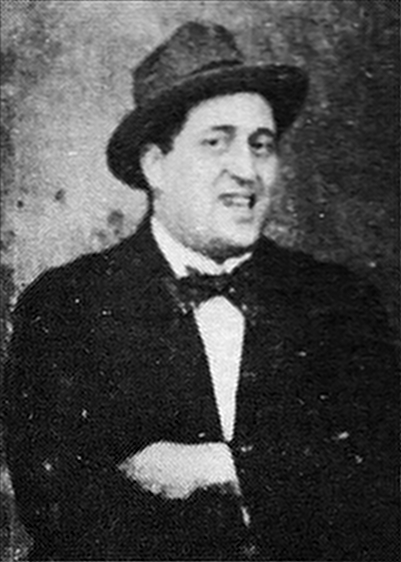
Guillaume Apollinaire fue quien rescató del «infierno» de la Biblioteca Nacional de Francia la obra de Sade.

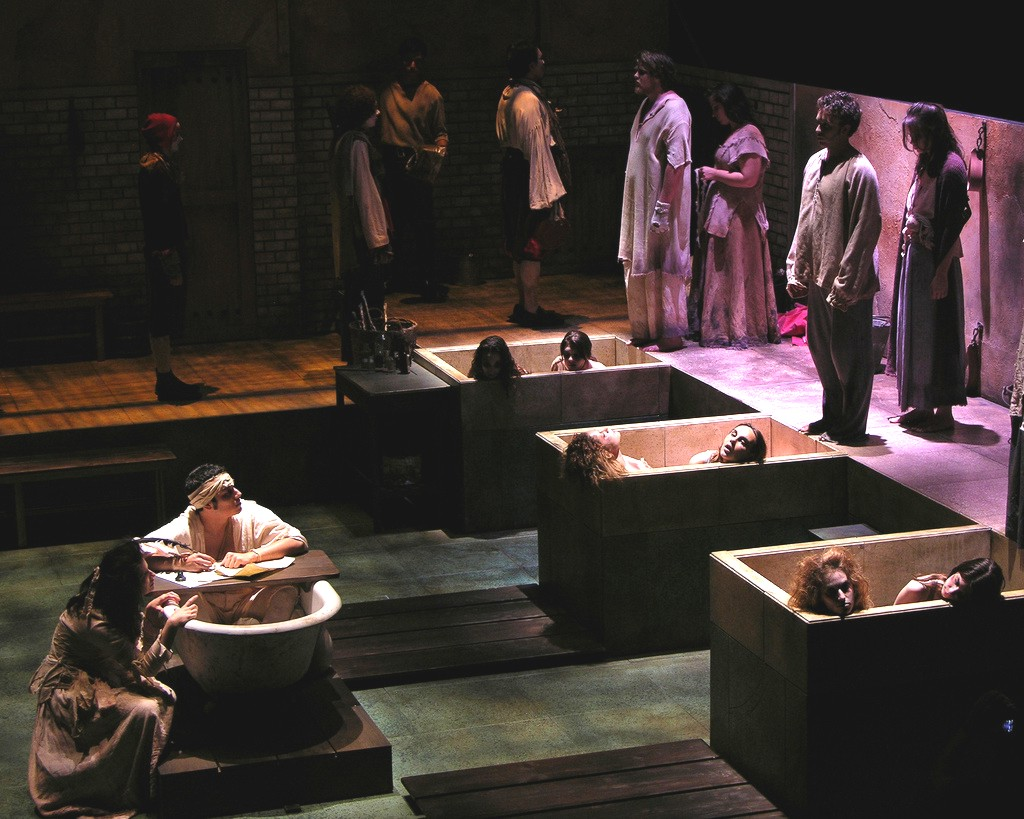
Marat-Sade, obra que recrea la estancia de Sade en Charenton y sus representaciones teatrales.

- 1899 — Bloch, Iwan: Marquis de Sade: His Life and Works (Texto en PDF Archivado el 15 de julio de 2007 en Wayback Machine.)
- 1901 — Ginisty, Paul: La Marquise de Sade, París, Charpentier, 1901.
- 1901 — Duehren, Eugen: Der Marquis de Sade und seine Zeit, Berlín, trad. al francés por Octave Uzanne: Le Marquis de Sade et son temps, París, Michalon, 1901; Neue Forschungen über den Marquis de Sade und seine Zeit, Berlín, Max Harrwitz.
- 1901 — Jacobus X: Le Marquis de Sade et son oeuvre devant la science médicale et la littérature moderne, París, Charles Carrington, 1901.
- 1909 — Apollinaire, Guillaume: L'œuvre du Marquis de Sade. Bibliothèque des Curieux. París, 1909 (introducción de 64 págs. sobre su biografía) (Texto en PDF)
- 1950 — Lély, Gilbert: Le marquis de Sade
- 1963 — Gorer, Geoffrey: The life and ideas of the Marquis de Sade. Hay traducción al español: Vida e ideas del marqués de Sade. Buenos Aires, La Pléyade, 1969
- 1971 — Barthes, Roland: Sade, Fourier, Loyola (Traducción al inglés en formato PDF). Hay traducción al español: Sade, Fourier, Loyola. Madrid, Ediciones Cátedra, 1997
- 1979 — Carter, Angela: The Sadeian Woman. Hay traducción al español: La mujer sadiana. Barcelona, Edhasa, 1981
- 1986 — Verger Michael, Colette: The Marquis de Sade: the man, his works, and his critics: an annotated bibliography
- 1988 — Wilson, Colin: The Misfits: A Study of Sexual Outsiders
- 1989 — Verger Michael, Colette: Sade, his Ethics and Rhetoric
- 1991 — Lever, Maurice: Marquis de Sade: A Biography. Hay traducción al español: Donatien Alphonse François, marqués de Sade. Barcelona, Seix Barral, 1994
- 1993 — Paz, Octavio: Un más allá erótico: Sade (reseña)
- 1993 — Lever, Maurice. I. Papiers de famille, Tomo 1 y 2. II. Correspondance de Donatien Alphonse François de Sade. Tomo 3, 4 y 5. III. Voyage d'Italie, Tomo 6. IV. Divers, Tomo 7. París, Fayard.
- 1995 — Moore, Thomas: Dark Eros: The Imagination of Sadism
- 1995 — Airaksinen, Timo: The philosophy of the Marquis de Sade
- 1998 — Bongie, Laurence L.: Sade: A Biographical Essay. (reseña)
- 1999 — Schaeffer, Neil: 'The Marquis de Sade: a Life
- 1999 — Plessix Gray, Francine de: At Home With the Marquis de Sade: A Life
- 1999 — Brouard, Isabel. «Introducción» a Justine o los infortunios de la Virtud. Ediciones Cátedra. Madrid, 1999
- 2003 — Hayman, Ronald: Marquis de Sade: the Genius of Passion.
- 2005 — Alméras, Henri: Le Marquis de Sade, l`homme et l`écrivain, París, Albin Michel.
- (Sin fecha) — Cabanés, Dr.: La Prétendue Folie du Marquis de Sade, en Le Cabinet secret de l`Histoire, cuarta serie.

### Cine
Tal vez no tan sorprendentemente, la vida y los escritos de Sade han sido irresistibles para los directores de cine. Mientras que hay numerosas películas pornográficas basadas en sus temas, aquí hay algunas de las películas más reconocidas basadas en su historia o en sus trabajos de ficción.
- Marat/Sade, una película basada en la obra teatral de Peter Weiss (1966) (título completo: La persecución y asesinato de Jean-Paul Marat como es presentada por los reclusos del Asilo de Charenton bajo la dirección del Marqués de Sade)
- Marqués de Sade: Justine, dirigida por Jesús Franco (1968)
- Eugenie... La historia de su viaje a la perversión (Philosophy in the Boudoir) (1969)
- De Sade (1969)
- Saló o los 120 días de Sodoma (Salò o le 120 giornate di Sodoma), dirigida por Pier Paolo Pasolini (1975)
- Cruel pasión (1977)
- Marquis (1989), película de Henri Xhonneux y Roland Topor, inspirada en la detención de Sade; los personajes usan máscaras de animales antropomorfos.
- Dark Prince (1996)
- Sade (2000)
- Quills (2000)
- Insania (Sílení), de Jan Švankmajer (2005).

### Sobre el autor y su obra
- Página sobre el autor y su obra (en español)
- Sitio sobre la biografía de Sade escrita por Neil Schaeffer. Incluye cartas escritas por Sade mientras estaba en prisión, cronología biográfica y bibliografía (en inglés)
- Cronología detallada de su vida (en inglés)
- Buñuel y el marqués de Sade: las cadenas de la imaginación, en Minotauro Digital, julio de 1999
- Artículo de Gonçal Mayos sobre el marqués de Sade.

### Obras del marqués de Sade
En francés
- Wikisource francesa contiene varios trabajos de Sade en dominio público.

En inglés
- Biblioteca electrónica del marqués de Sade (Marquis de Sade eLibrary). Archivado el 28 de mayo de 2007 en Wayback Machine. Incluye archivos PDF de traducciones al inglés de varias obras de Sade y de dos biografías del autor. Información sobre libros publicados en inglés sobre el autor.

En español
- Opus Sadicum, en Archive.org. Incluye la biografía del Marqués de Sade titulada Ciudadano Sade.

- Datos: Q123867
- Multimedia: Donatien Alphonse François de Sade / Q123867
- Citas célebres: Marqués de Sade
- Textos: Autor:Marqués de Sade